# ВЛ80
ВЛ80 (Владимир Ленин, тип 80); первоначальное обозначение Н81 (Новочеркасск|Новочеркасский, тип 81) — серия грузовых магистральных двухсекционных электровозов переменного тока (напряжение 25 кВ) с осевой формулой 2(20−20). Параллельно с Н81 были выпущены три электровоза Н8О (новочеркасский, восьмиосный, однофазный), позже обозначенные ВЛ80В, формально относящиеся к серии ВЛ80, но имеющие существенные отличия оборудования.
Электровозы ВЛ80 всех индексов строились Новочеркасским электровозостроительным заводом (НЭВЗ) по проектам, разработанным ВЭлНИИ в период с 1961 по 1995 год. Механическую часть, тяговые двигатели, вспомогательные электромашины завод изготавливал сам. Некоторые важные комплектующие, такие как тяговый трансформатор и главный выключатель, завод получал от других заводов.
Первые электровозы ВЛ80 оснащались ртутными дуговыми выпрямителями; позже все они были переоборудованы под кремниевые выпрямители и стали называться ВЛ80К.
На момент создания являлся самым мощным грузовым электровозом в мире.
С середины 1960-х — основной грузовой локомотив на линиях переменного тока железных дорог Советского Союза. Самая массовая серия в модельном ряду НЭВЗ из локомотивов переменного тока.

## Общая информация

### Конструкция
Каждый электровоз ВЛ80 с завода выходил составленным из двух секций, но схема электровозов ВЛ80С предусматривает синхронную работу по системе многих единиц в составе трёх или четырёх секций, а некоторых модернизированных ВЛ80Р — в составе трёх секций. Механическая часть секции ВЛ80 — две одинаковые двухосные тележки. Рамы тележек сварные, поводковые буксы на роликовых подшипниках с сайлентблоками (резинометаллическими шарнирами). Тяговые и тормозные усилия передаются от тележек к кузову через шкворни. Тяговые электродвигатели — синхронные, коллекторные, постоянного тока. Тяговый привод — опорно-осевой, с двухсторонней тяговой передачей. Редукторы тяговой передачи — цилиндрические, косозубые с жёстким венцом ведомого зубчатого колеса. Диаметр колёсных пар при новых бандажах по паспорту — 1250 мм, фактически — 1280—1290 мм.

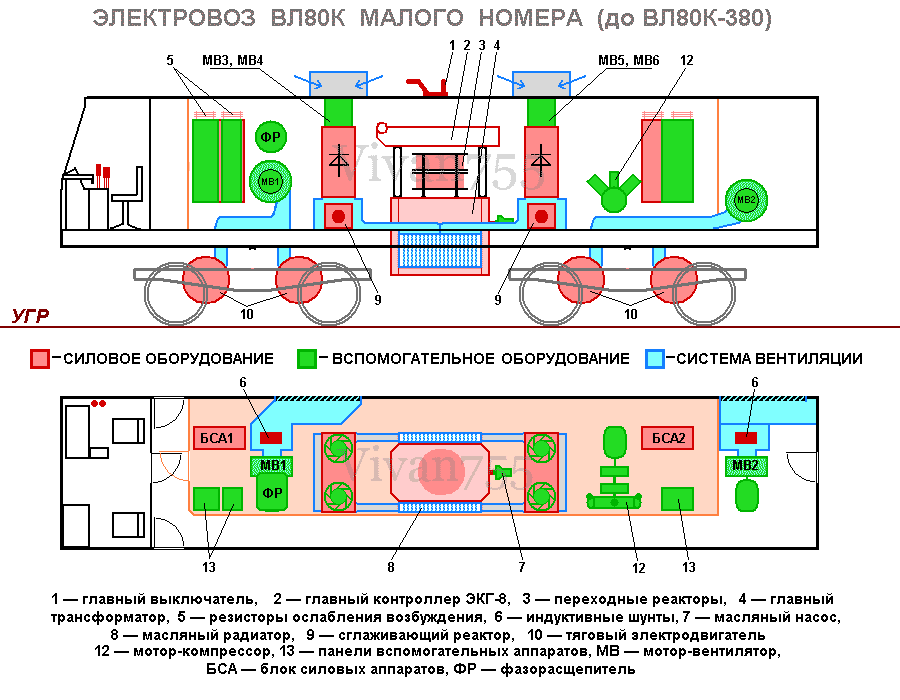
Компоновка ВЛ80^{К} малого номера

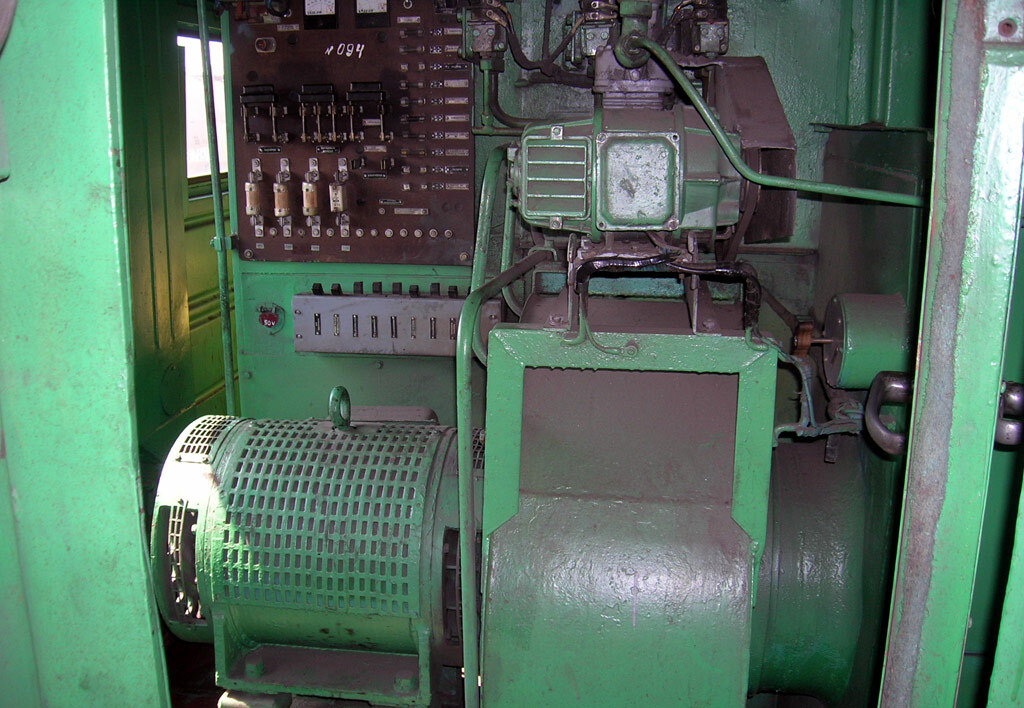
Вид из межсекционного перехода на МВ-2, ВЛ80^{К}

Дизайн-проект кабины электровоза ВЛ80

На каждой секции установлено следующее основное оборудование:
- пантограф для токосъёма с контактной сети, расположенный над кабиной машиниста, и главный выключатель (ГВ) ВОВ-25М;
- тяговый трансформатор с масляным мотор-насосом (МН), две выпрямительные установки ВУК той или иной модификации и главный контроллер ЭКГ-8Ж, на электровозе ВЛ80Р ВУК и ЭКГ заменены двумя преобразователями ВИП-2200);
- фазорасщепитель (ФР) НБ-455А, вырабатывающий третью фазу (первой и второй фазами становятся выводы обмотки собственных нужд) для питания асинхронных двигателей остальных вспомогательных машин;
- 4 центробежных мотор-вентилятора (МВ) для охлаждения оборудования и наддува кузова, среди которых — два МВ для охлаждения ТЭД, по одному на тележку, два МВ охлаждения остального оборудования;
- мотор-компрессор (МК) КТ-6Эл для обеспечения воздухом тормозов на локомотиве и в поезде, силовых электроаппаратов, блокировок высоковольтной камеры, подачи звуковых сигналов свистком (тихий) и тифоном (громкий), работы пневмопривода стеклоочистителей.

Трансформатор имеет тяговую обмотку и обмотку собственных нужд (ОСН) с напряжением холостого хода 399 В (напряжение с номинальной нагрузкой — 380 В), служащую для питания вспомогательных машин и цепей управления. Для стабилизации напряжения на вспомогательных двигателях при значительных колебаниях напряжения в контактной сети (ниже 19 кВ и выше 29 кВ) предусмотрены две отпайки ОСН с напряжением 210 и 630 В, переключаются они вручную на трансформаторе. Напряжение на тяговых двигателях регулируется оперативно в процессе управления электровозом.
Цепи управления питаются напряжением 50 В от ТРПШ — трансформатора, регулируемого подмагничиванием шунтов, через диодный выпрямитель. Для сглаживания пульсаций после выпрямителя установлены два дросселя, Д1 и Д3.

### Управление
Скорость движения электровоза регулируется изменением напряжения, подводимого к тяговым двигателям (ТЭД). На всех разновидностях ВЛ80, кроме ВЛ80Р, напряжение на ТЭД регулируется переключением под нагрузкой отпаек тягового трансформатора при помощи электроконтроллера главного ЭКГ-8Ж. Это установленный на тяговом трансформаторе большой групповой переключатель, имеющий 30 контакторных элементов без дугогашения и 4 с дугогашением, обеспечивающих переключение первых тридцати без нагрузки. Для ограничения тока короткого замыкания регулируемой секции трансформатора в момент переключения позиции (на неходовых позициях), между главным контроллером и выпрямительной установкой устанавливается переходной реактор, который, за счёт встречно направленных магнитных потоков снижает коммутационные перегрузки (на ходовых позициях переходной реактор работает как делитель тока, а на неходовых как делитель напряжения). Контакты элементов вынуждены пропускать большие токи, поэтому изготовлены из угольно-серебряной композиции; всего один ЭКГ-8Ж содержит 12 кг серебра. Привод ЭКГ — двигатель постоянного тока на напряжение 50 В, мощностью 500 Вт. При работе этого электродвигателя на электровозе падает напряжение в цепях управления и тускнеет свет.
Тяговая обмотка трансформатора состоит из двух нерегулируемых частей и двух регулируемых; последние разделены на четыре секции каждая. Вначале нерегулируемые части включены встречно с регулируемыми, а так как напряжение нерегулируемых несколько больше, то напряжение регулируемых частей вычитается из напряжения нерегулируемых и на тяговые двигатели поступает напряжение 42 В. Затем секции регулируемых частей поочерёдно выводятся, напряжение на ТЭД растёт. На 17-й позиции ЭКГ регулируемые части полностью выключены. При переходе на 18-ю позицию регулируемые части включаются согласно с нерегулируемыми и далее происходит включение их секций, на 33-й позиции ЭКГ все секции регулируемых частей включены согласно с нерегулируемыми, напряжение на ТЭД максимально.
Контроллер машиниста имеет 8 позиций. Каждая позиция имеет своё назначение, к примеру: АП (Автоматический пуск) — автоматический набор позиций; ФП и РП — ручной набор позиций (Фиксация пуска и ручной пуск, соответственно), ФВ и РВ — ручной сброс позиций (Фиксация выключения и ручное выключение, соответственно) АВ — автоматический сброс позиций (Автоматическое выключение) и БВ — выключение Главного Выключателя (Быстрое выключение). Реверс имеет 6 позиций. Позиции реверсивного переключателя следующие: О — нулевая; ПП Вперёд — полное возбуждение; ОП1, ОП2, ОПЗ — соответственно первая, вторая, третья ступени ослабления возбуждения; ПП Назад — полное возбуждение.
На ВЛ80Р, где ЭКГ нет, регулирование ведётся совершенно иным методом. Силовая схема всех ВЛ80 предусматривает также три ступени ослабления возбуждения ТЭД. Электровозы ВЛ80Т, ВЛ80С имеют реостатное торможение. Продолжительная мощность тормозных резисторов 5480 кВт, реализуемое тормозное усилие при 50 км/ч — 35 тс. ВЛ80Р имеют рекуперативное торможение, при котором электроэнергия возвращается в сеть.
В качестве привода вентиляторов и компрессоров используются электродвигатели АЭ92-4 (в некоторых модификациях используются электродвигатели АС82-4, АП82-4, ВЭ-6) .

### Технические характеристики
- Длина по осям автосцепок — 32 840 мм
- Высота от головок рельс до полоза опущенного токоприёмника — 5100 мм
- Мощность часового режима — 6520 кВт
- Сила тяги часового режима — 45,1 тс
- Скорость часового режима — 51,6 км/ч
- Мощность длительного режима — 6 160 кВт
- Сила тяги длительного режима — 40,9 тс

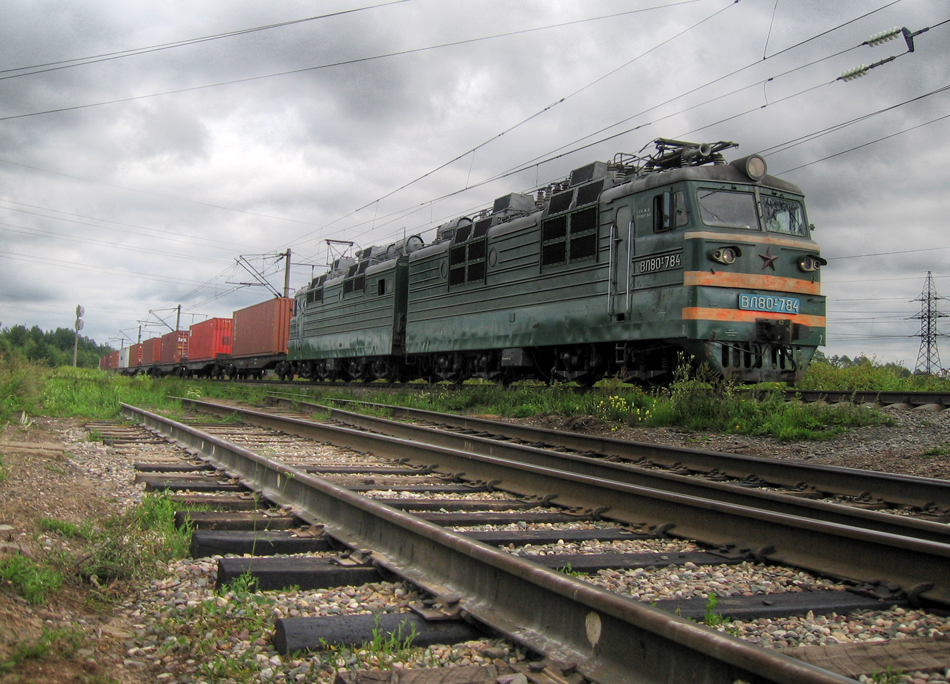
ВЛ80^{Т}−784 с грузовым поездом
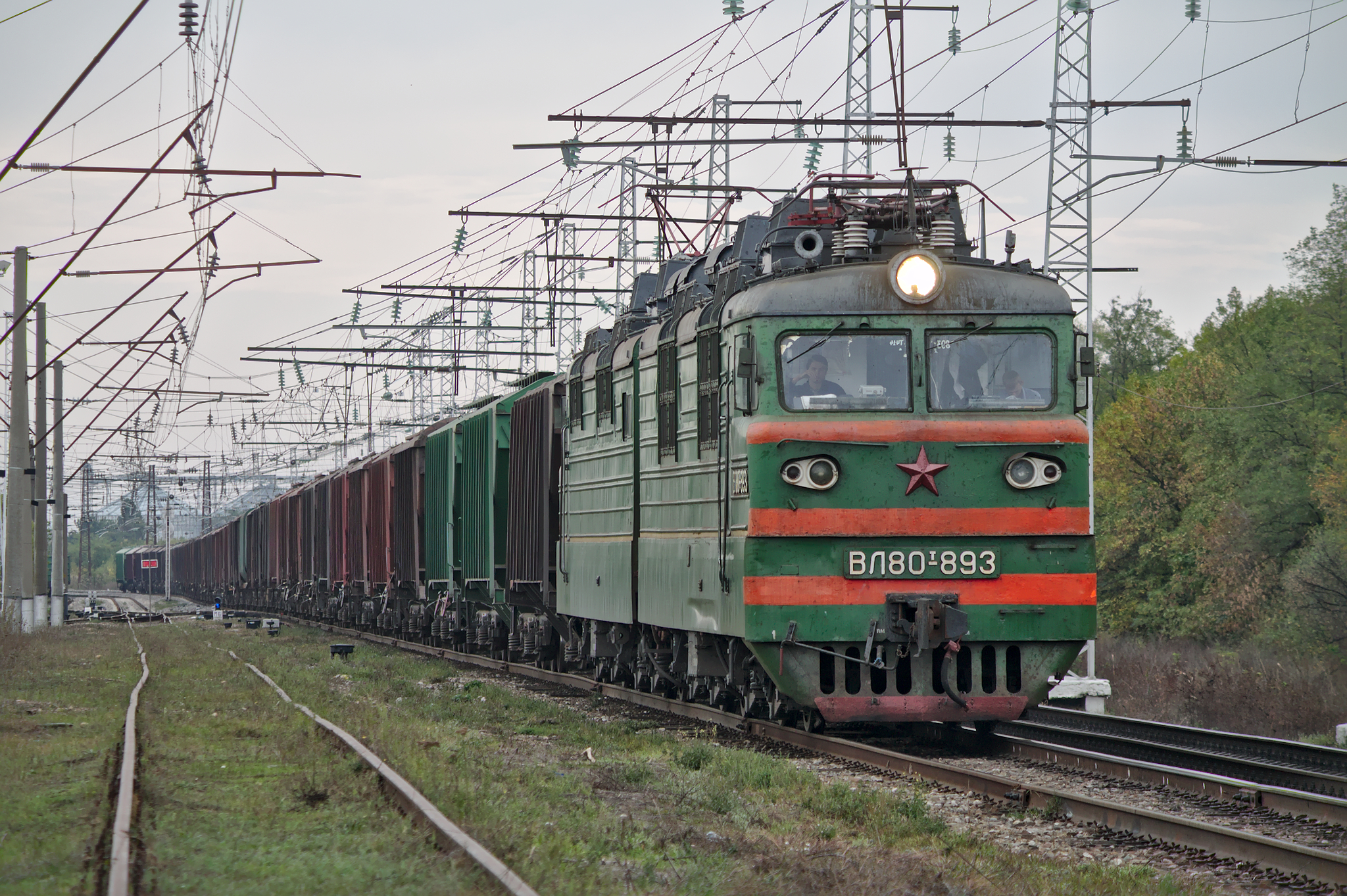
ВЛ80^{Т}−893 с грузовым поездом
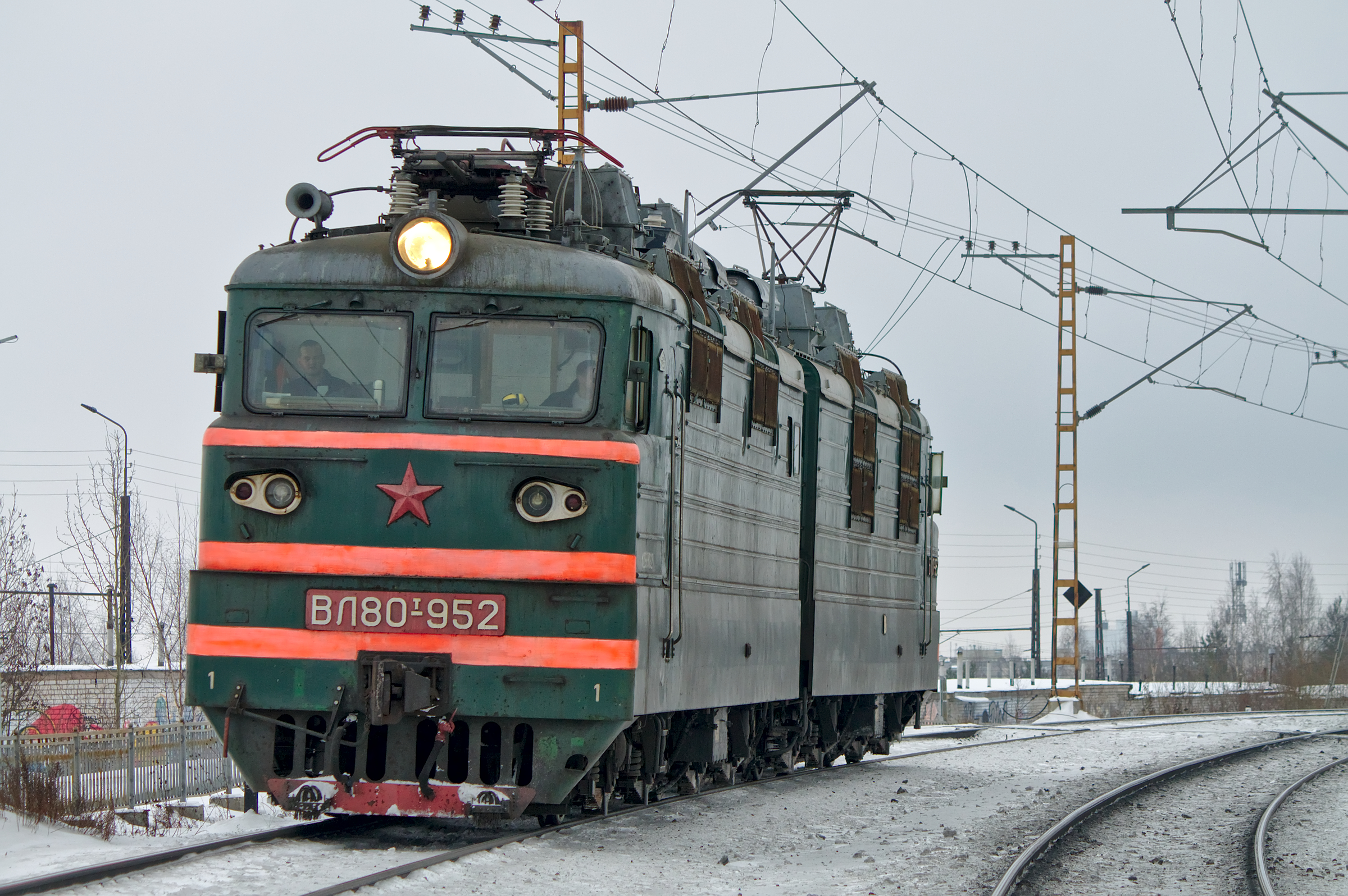
ВЛ80^{Т}−952
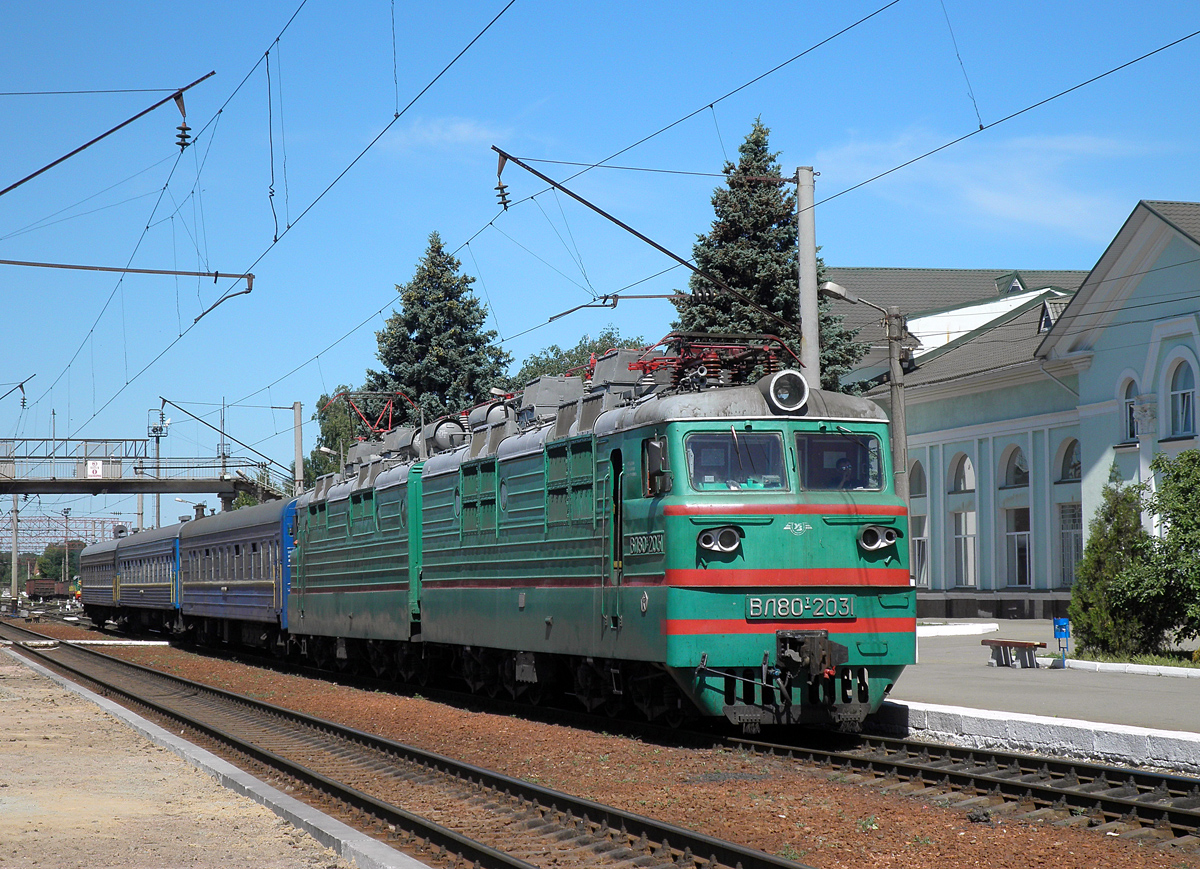
ВЛ80^{Т}−2031 с пассажирским поездом
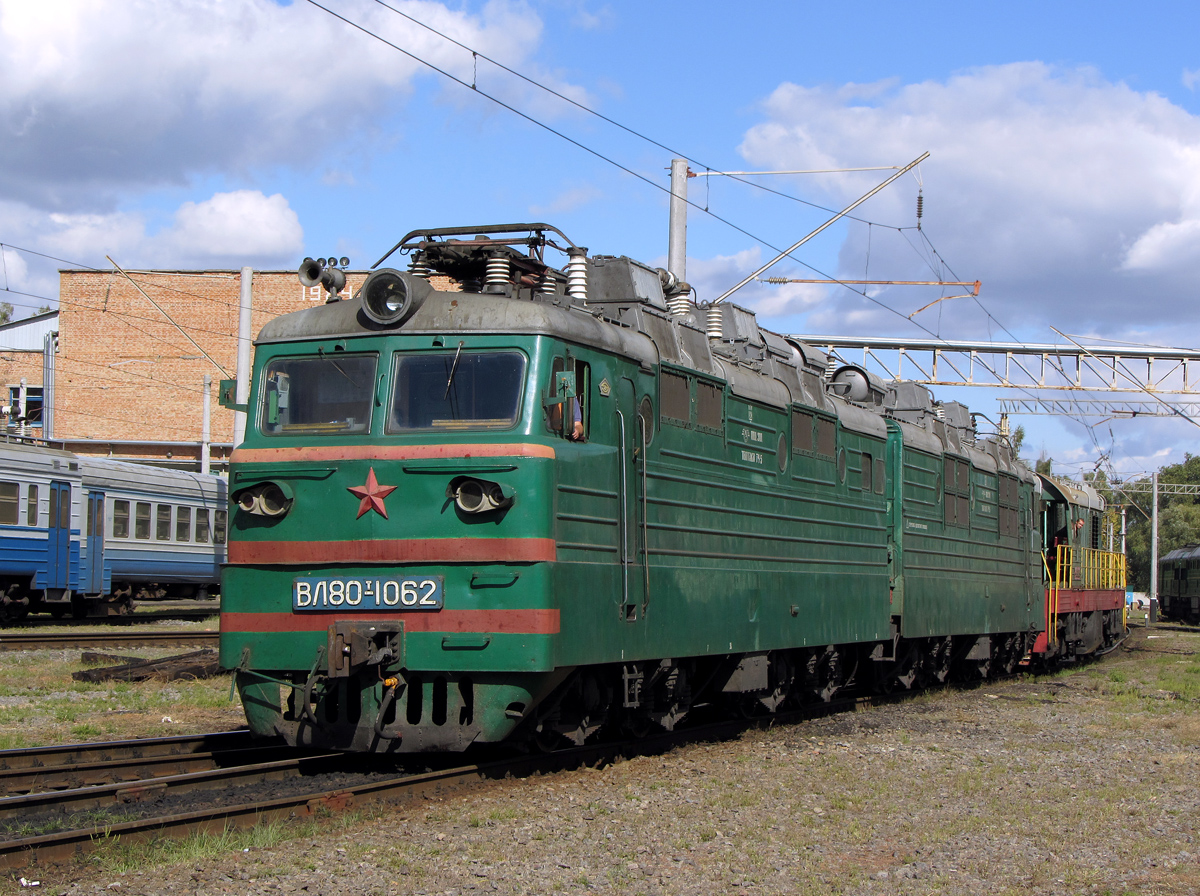
ВЛ80^{Т}−1062 в депо Полтава
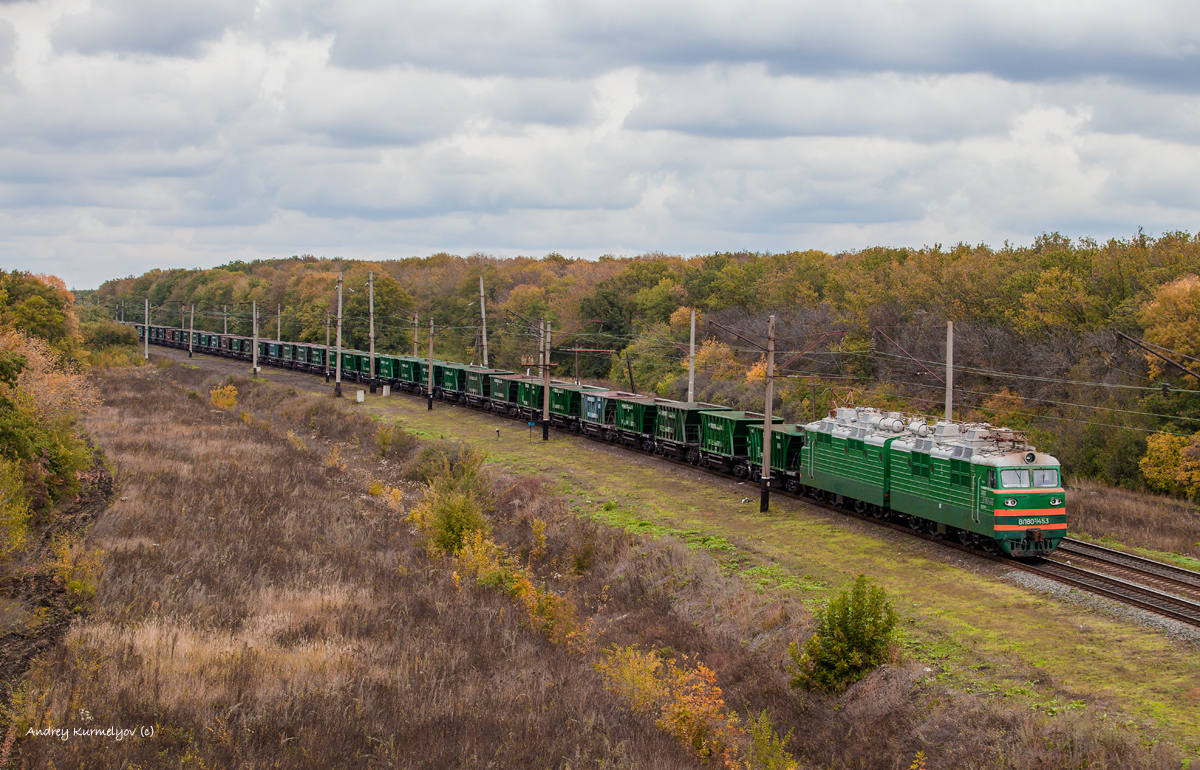
ВЛ80^{Т}−1453 с грузовым поездом на перегоне Иловайск — Кутейниково

- Скорость длительного режима — 53,6 км/ч
- Сила тяги при трогании с места — 65 тс

## Модификации

### ВЛ80К

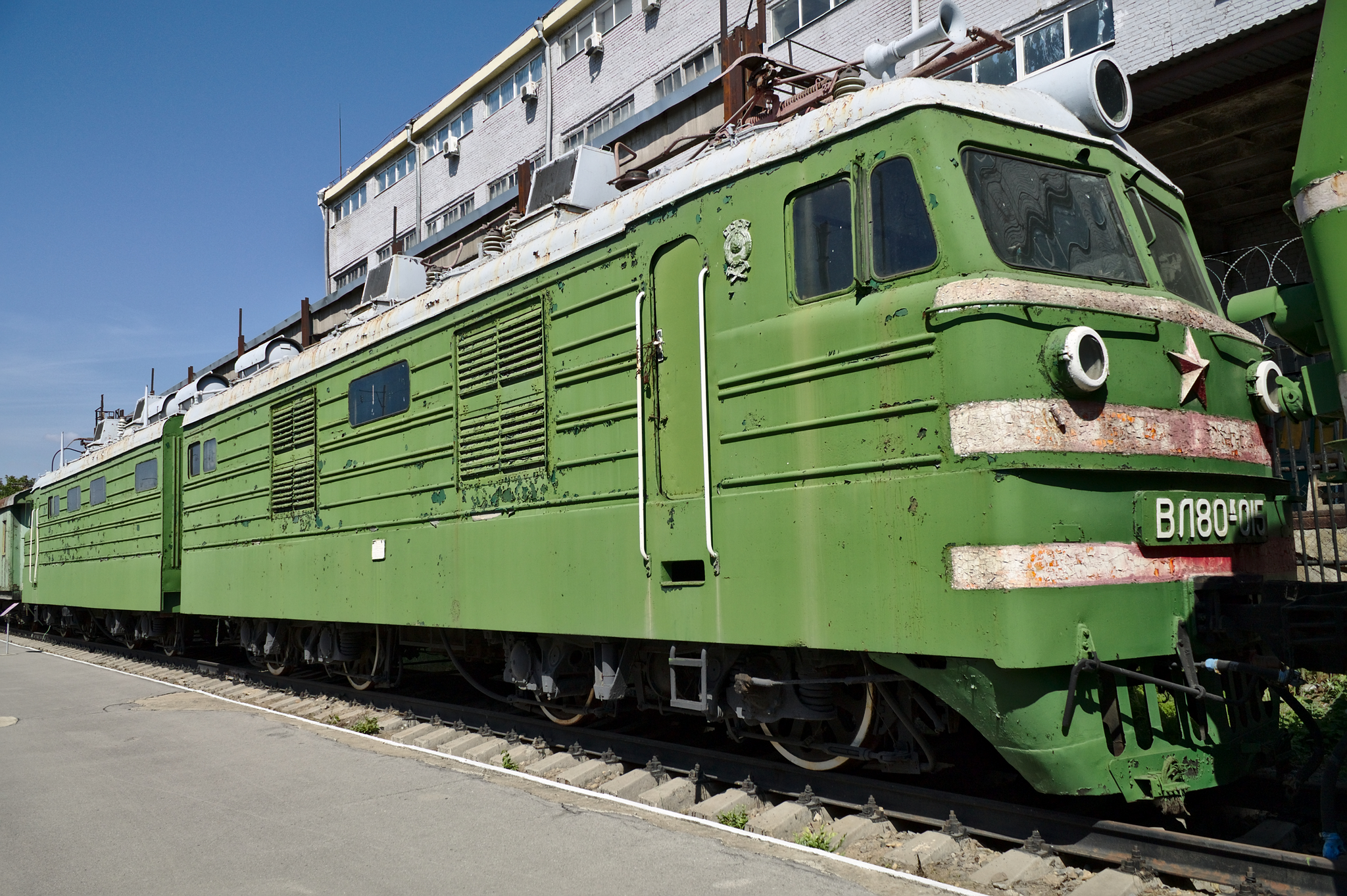
ВЛ80^{К}−015 в Ростовском музее

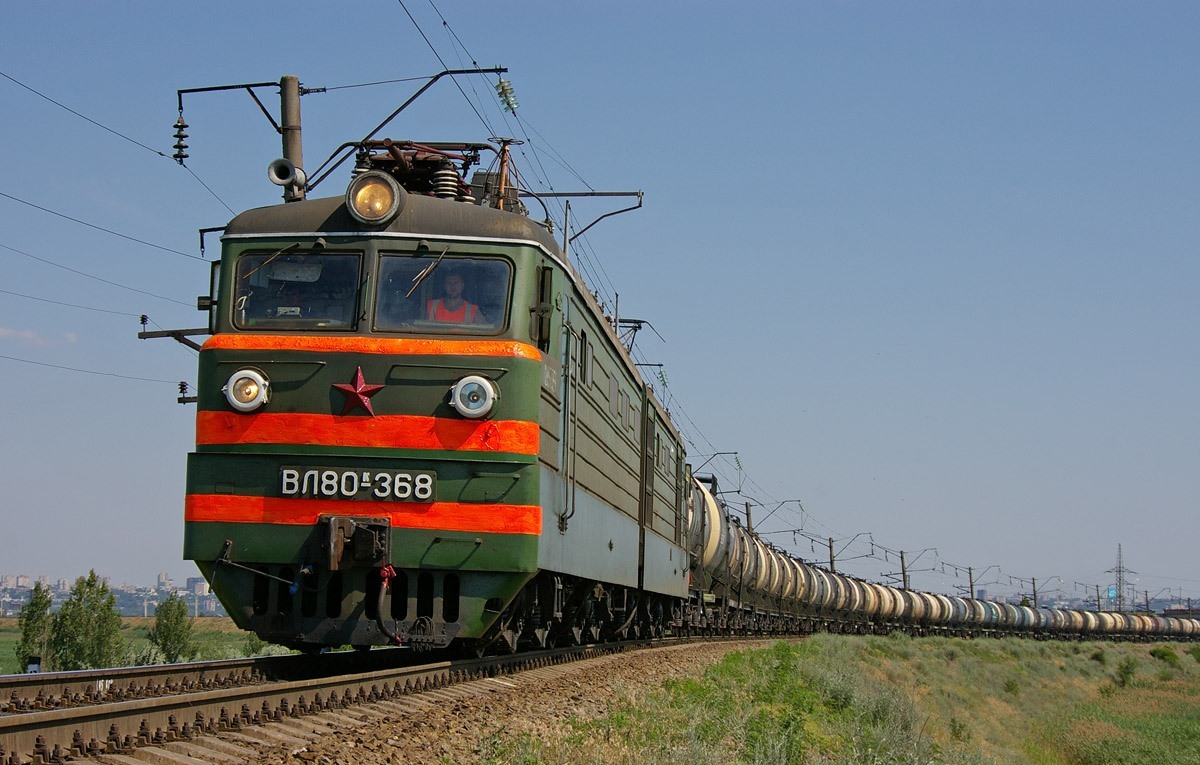
ВЛ80^{К}−368 около Батайска

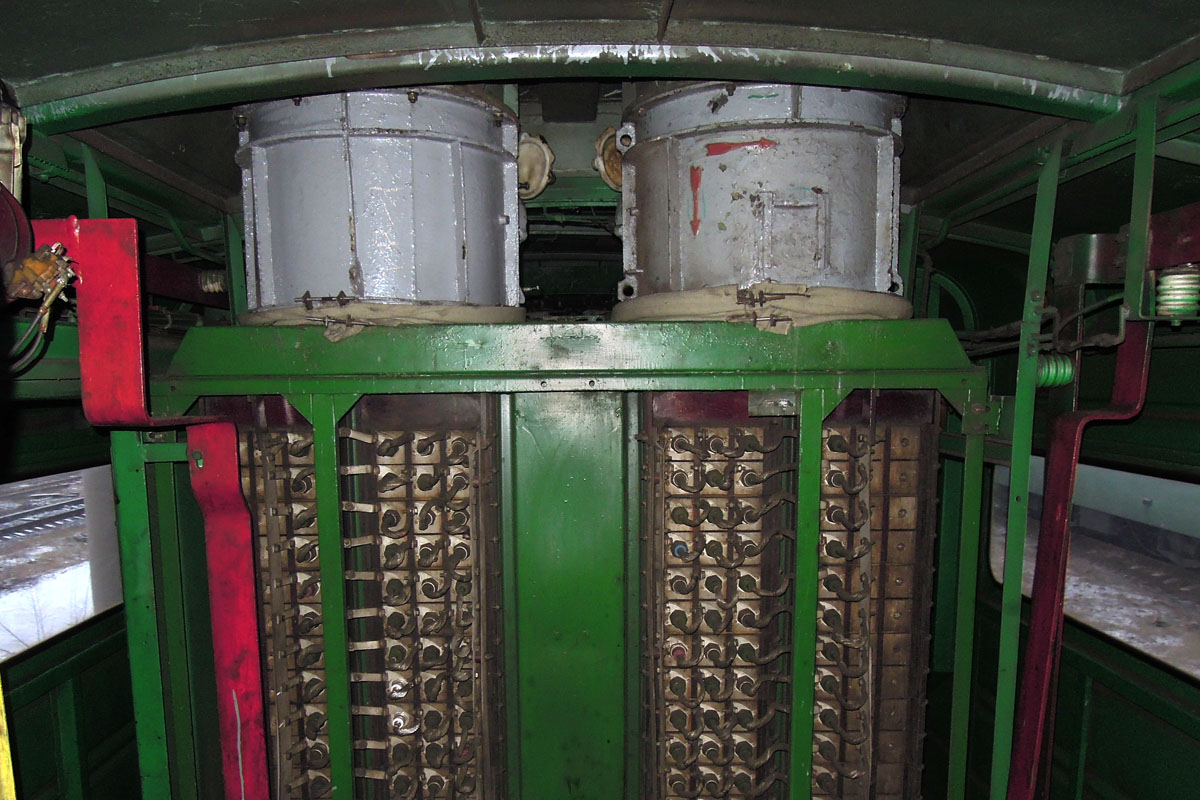
Осевые вентиляторы и выпрямительная установка

Строился с 1963 по 1971 год, выпущено 695 единиц. После экспериментов с регулированием напряжения ТЭД на первичной стороне трансформатора и тележками без рессор серийные ВЛ80 обрели конструкцию, в целом продолжающую традиции электровоза ВЛ60К. Однако многие узлы значительно отличаются от оных на ВЛ60К. Так, тяговые двигатели имели более выгодные характеристики, генератор тока управления ДК-405 был заменён на бесконтактный источник питания на основе трансформатора ТРПШ, а при отключении неисправной выпрямительной установки отключается также пара питаемых ею двигателей — на ВЛ60 они подключаются к другой ВУ и тяга электровоза сохраняется. Проход — вдоль левой стенки кузова, оставшееся пространство от поперечного прохода (расположен за кабиной секции) до межсекционного перехода (расположен в хвосте) отгорожено шторами и именуется высоковольтной камерой (ВВК).
На каждой секции электровоза ВЛ80К первых выпусков (до номера 380) установлены два мощных (40 кВт) центробежных вентилятора для охлаждения тяговых двигателей, которые забирают воздух через врезанные в правую стенку кузова жалюзи, и четыре маломощных высокооборотных (14 кВт, 2950 мин−1) осевых вентилятора ВЭ6-М2, каждый из которых засасывает воздух через установленные на крыше жалюзи и подаёт его в шкаф выпрямительной установки. Все вспомогательные машины, кроме МВ-2 (задней тележки), установлены внутри ВВК. Расположение оборудования в кабине и поперечном проходе (в частности, расположение воздухораспределителя тормозов и клапанов звуковых сигналов под потолком поперечного прохода) не изменились по сравнению с ВЛ60К.
С электровоза ВЛ80К−380 четыре осевых вентилятора заменены на два центробежных двухколёсных, которые забирают воздух не через крышу, а через боковые жалюзи, что повлекло весьма неудачную перекомпоновку. Для забора воздуха этими вентиляторами установлены дополнительные жалюзи как на правой, так и на левой стенке кузова, причём форкамеры (помещения между жалюзи и вентилятором) левых жалюзи оказались прямо в продольном проходе. В результате при переходе из кабины в кабину на ВЛ80К больших номеров приходится либо открывать и закрывать восемь дверей (две двери на каждую форкамеру, кабинные и межсекционные двери), либо держать эти двери открытыми. Это ухудшает вентиляцию — вместо фильтрации всего воздуха через жалюзи и создания избыточного давления в кузове воздух частично забирается из машинного помещения.
С 1970 года на ВЛ80К и на последующих сериях этих электровозов изменены буферные фонари. Вместо двух больших фонарей, которые могли давать как белый, так и красный свет, устанавливались два белых с меньшим диаметром, совмещённые в овалообразную секцию с красными буферными фонарями ещё меньшего диаметра.
По состоянию на 2021 год все ВЛ80К на РЖД списаны, оставшиеся эксплуатируются только на УЗ (депо Казатин, Купянск, Полтава, Кременчуг, Гребёнка).

### ВЛ80Т

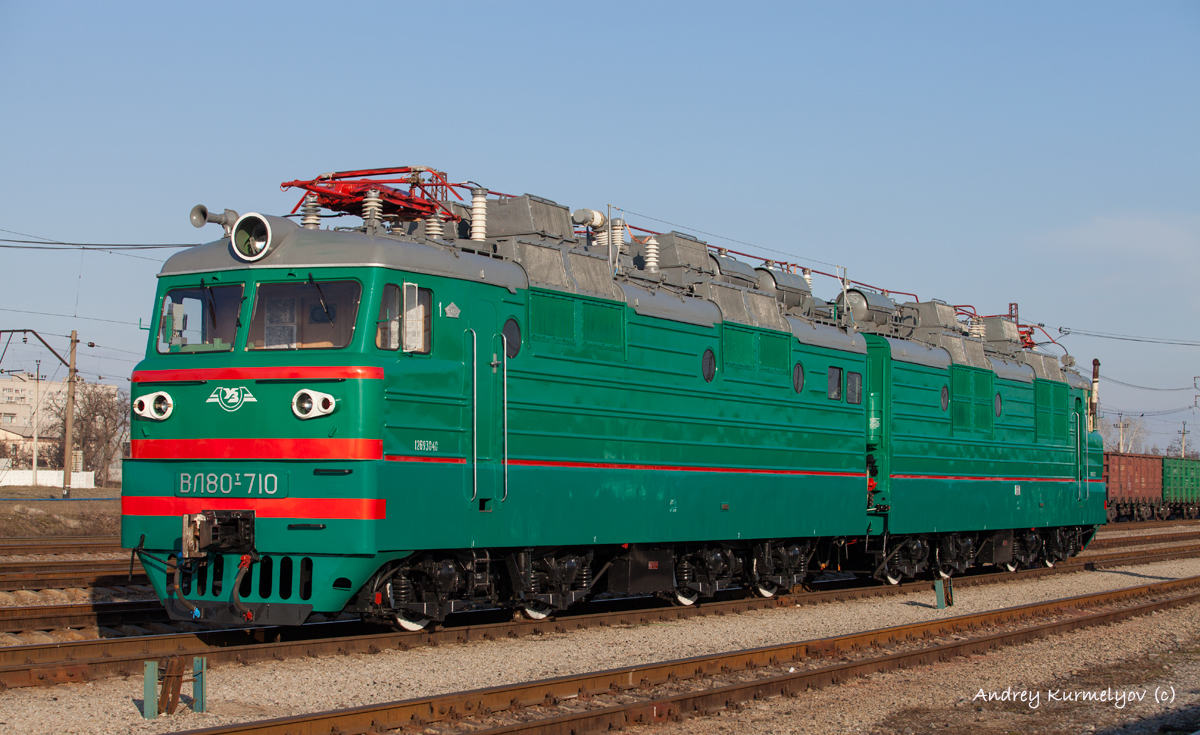
ВЛ80^{Т}−710 после КР ЗЭРЗ

Строился с 1970 по 1980 год, выпущено 1368 электровозов этой модификации (№ 702—719, с № 752 до № 2101).
Тележки ВЛ80Т первых выпусков были аналогичны тележкам ВЛ80К, но с электровоза ВЛ80Т−1004 (1975 год) боковые опоры сменила люлечная подвеска — кузов подвешен к каждой тележке на четырёх подпружиненных стержнях, чуть наклонённых к центру тележки для лучшего центрирования кузова при относе его в сторону, а также в цепях управления вместо плавких предохранителей поставлены автоматические выключатели. Система вентиляции изменилась по сравнению с ВЛ80К № 380—750 не кардинально, но левые форкамеры сильно уменьшены в размерах и подняты под крышу, в результате проходу по коридору ничто не мешает.
С ВЛ80Т-719 на буферные фонари начали устанавливать козырьки.

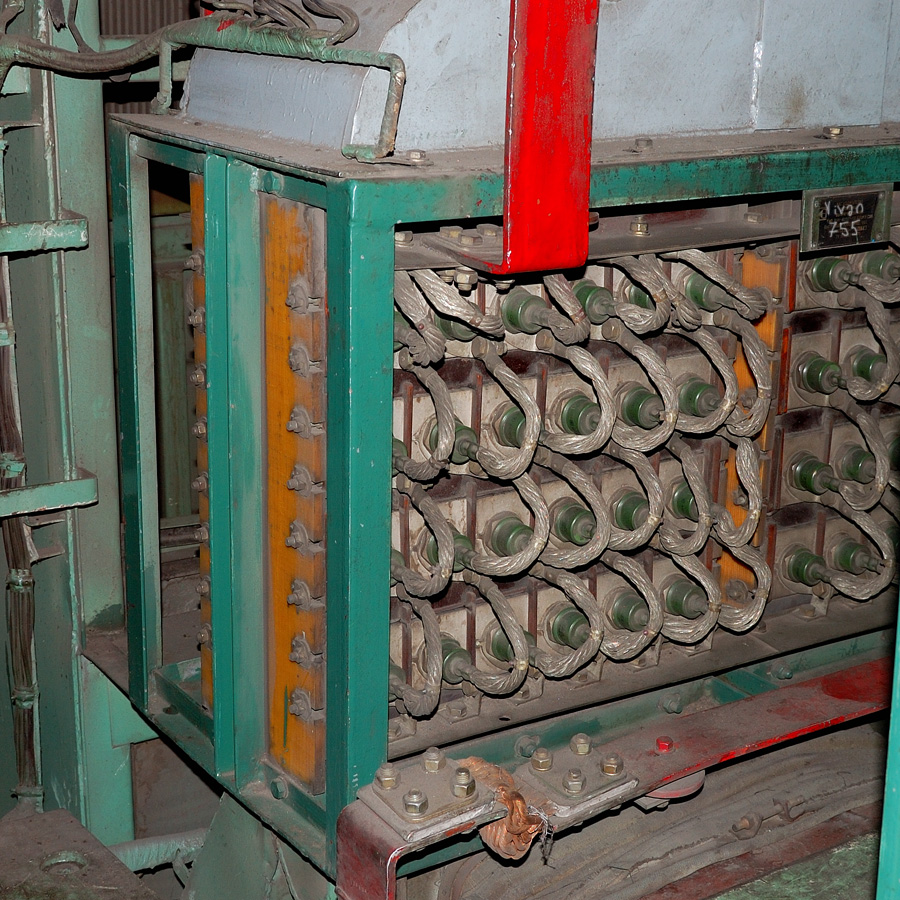
Выпрямительная установка ВУК-4000Т электровозов ВЛ80^{Т}, ВЛ80^{С}

Также значительно изменена электрическая схема — на электровозе установлен реостатный тормоз. Это означает установку:
- тормозных резисторов и контакторов переключения их сопротивления (они носят название контакторов расширенной зоны торможения и переключают сопротивление резисторов с 1 Ом на 0,54 Ом);
- тормозных переключателей, которые отключают тяговые двигатели от выпрямительных установок и подключают их якоря к тормозным резисторам, а обмотки возбуждения соединяют последовательно и подключают к ВУВ;
- выпрямительной установки возбуждения, которая собрана из тиристоров и позволяет плавно регулировать возбуждение работающих в генераторном режиме двигателей, а, следовательно, и тормозное усилие;
- устройств переключения воздуха (УПВ, на пульте сигнальные лампы их положения обозначены «ППВ» — переключатели потока воздуха), которые в тяговом режиме обеспечивают подвод воздуха от мотор-вентиляторов № 3 и № 4 к выпрямительным установкам, сглаживающим реакторам и маслоохладителям трансформатора, а в тормозном режиме — к тормозным резисторам;
- блока управления реостатным торможением БУРТ, который управляет ВУВ, контакторами расширенной зоны торможения и другими аппаратами. БУРТ установлен только в первой секции электровоза.

Такое изменение электросхемы и добавление новых аппаратов повлекло за собой и перекомпоновку оборудования в секции.
Скорость длительного режима (33 позиция) — 53,6 км/ч
Сила тяги длительного режима — 401 кН
- ВЛ80Т−784 с грузовым поездом
- ВЛ80Т−893 с грузовым поездом
- ВЛ80Т−952
- ВЛ80Т−2031 с пассажирским поездом
- ВЛ80Т−1062 в депо Полтава
- ВЛ80Т−1453 с грузовым поездом на перегоне Иловайск — Кутейниково

### ВЛ80А/Б
В 1967 году НЭВЗ изготовил опытную секцию электровоза, обозначенную ВЛ80Б−216, которая имела бесколлекторные вентильные ТЭД. В том же году НЭВЗ изготовил восьмиосный электровоз серии ВЛ80 № 238, у которого одна секция была оборудована асинхронными ТЭД (секция ВЛ80А), а другая представляла собой обычную секцию электровоза ВЛ80К. В 1971 году НЭВЗ выпустил двухсекционный восьмиосный электровоз ВЛ80А−751, также с асинхронными ТЭД.
Серийно электровозы ВЛ80А и ВЛ80Б не выпускались.

### ВЛ80В
Не следует путать с переобозначенными электровозами Н8О (см. выше).
Было построено 3 электровоза: ВЛ80в−661 в 1970-м, и ВЛ80в−1130, ВЛ80в−1129 в 1975-м. При постройке данного электровоза НЭВЗ использовал бесколлекторные синхронные тяговые электродвигатели. ВЛ80в−1129 списан в 2009 году, дата списания двух других электровозов неизвестна. Не считая единичные модификации, является самой малочисленной среди всех ВЛ80.

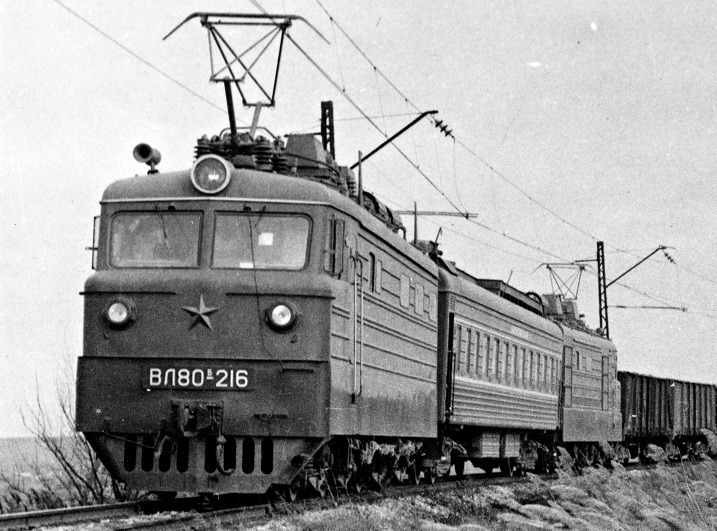
ВЛ80Б-216 с вагоном между секциями на испытаниях в Новочеркасске
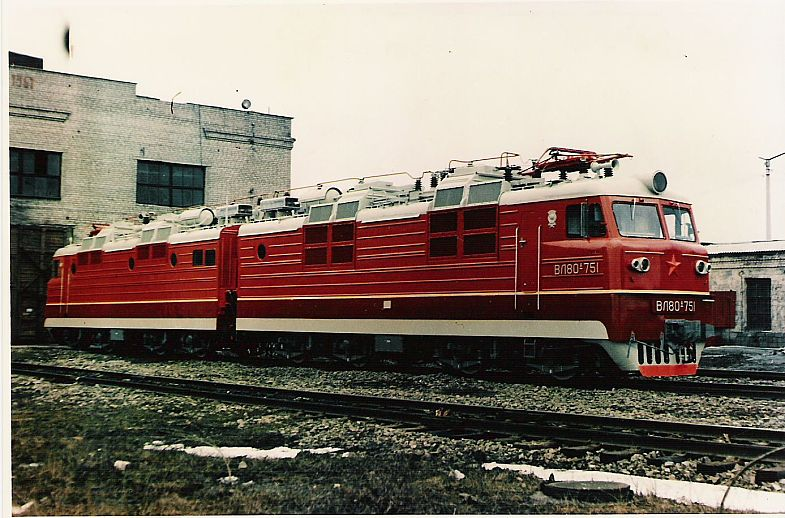
ВЛ80А-751 на заводе
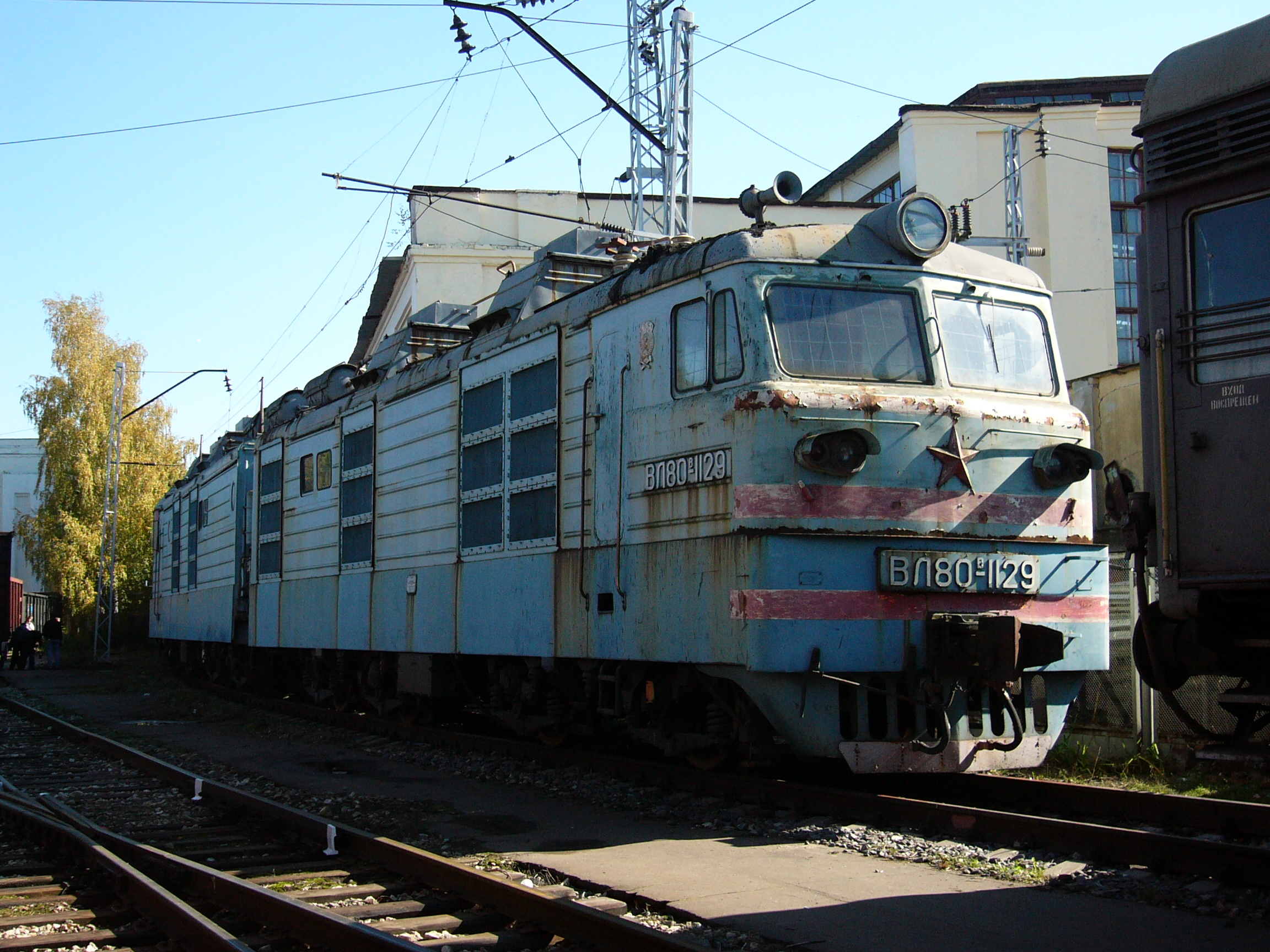
ВЛ80в-1129 в Щербинке. 29 сентября 2007 года.

### ВЛ80Р

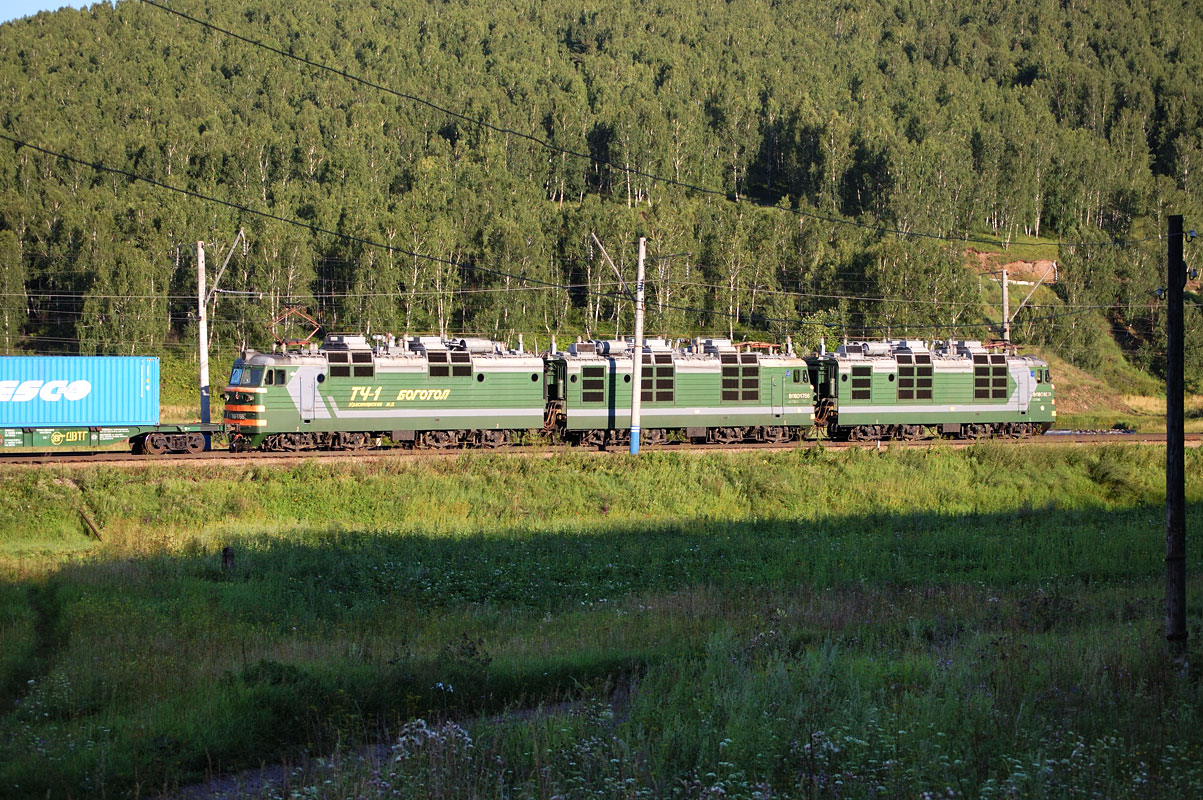
ВЛ80^{Р}−1766 с третьей секцией

Электровоз ВЛ80Р — серийно выпускался начиная от ВЛ80Р−1500 с 1974 года (фактически уже с конца 1973 года) по 1986 год. Опытный образец (ВЛ80Р−300) был построен в 1968 году. Всего выпущено 373 единицы ВЛ80Р.
Тяговые параметры электровоза ВЛ80Р совпадают с параметрами ВЛ80Т и ВЛ80С, однако практически тяговые свойства (устойчивость к боксованию) выше благодаря плавному (бесступенчатому) регулированию напряжения на тяговых двигателях, что обеспечивает наращивание тягового усилия без рывков, приводящих к преждевременному срыву в боксование. Плавное регулирование достигнуто применением в выпрямительных установках тиристоров вместо обычных диодов, также это позволяет заменить реостатное торможение рекуперативным — выработанный тяговыми двигателями постоянный ток инвертируется тиристорами в переменный и через трансформатор возвращается в контактную сеть и далее в систему электроснабжения. Рекуперативное торможение позволяет реализовать тормозное усилие 37 тс при 50 км/ч.

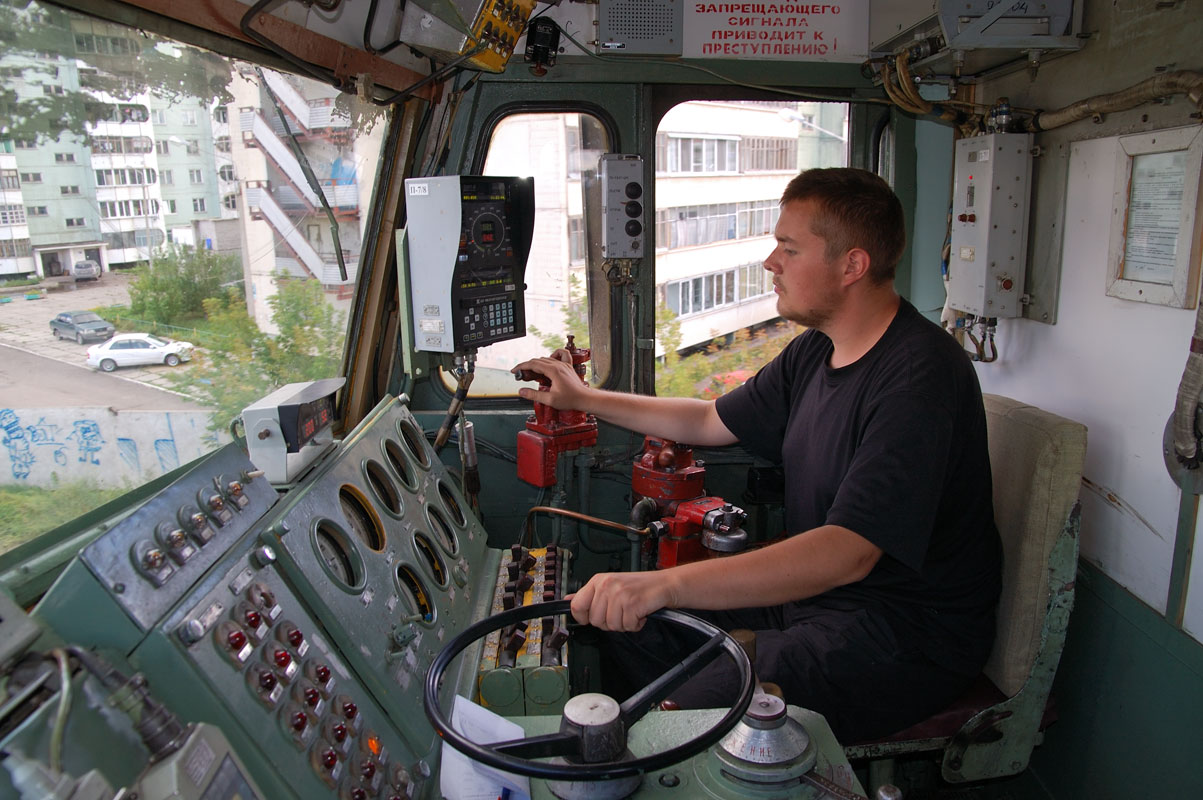
Кабина электровоза ВЛ80^{Р}

По компоновке оборудования ВЛ80Р практически не отличается от ВЛ80Т/ВЛ80С, за следующими отличиями:
- на тяговом трансформаторе больше нет ЭКГ (он в схеме не нужен);
- на блоках силовых аппаратов нет линейных контакторов — их заменили быстродействующие выключатели, установленные в трансформаторном помещении;
- по причине замены реостатного торможения рекуперативным убраны УПВ и блоки тормозных резисторов, на их место (под самую крышу) перенесены мотор-вентиляторы № 3 и № 4.

Кабина соответствует кабине электровоза ВЛ80Т, за исключением двух отличий:
- в правом верхнем углу кабины, где у электровоза ВЛ80С установлено расшифровочное табло, в кабине ВЛ80Р располагается табло с восемью лампами, показывающими состояние каждого быстродействующего выключателя обеих секций (лампа горит — БВ выключен);
- контроллер машиниста вместо главной рукоятки имеет штурвал.

Электровоз ВЛ80Р−1549 экспонировался на выставке «Электро-77» в Москве. Электровоз ВЛ80Р−1718, выпущенный НЭВЗом в конце 1982 года, стал десятитысячным локомотивом этого завода. ВЛ80Р — «первая ласточка» семейства отечественных локомотивов переменного тока с тиристорным регулированием, в дальнейшем эту схему силовых цепей унаследовали электровозы ВЛ85, ВЛ65 и машины семейств ЭП1, Э5К.
Электровозы ВЛ80Р поступали для эксплуатации на тяжёлые по профилю пути участки Красноярской, Восточно-Сибирской, Дальневосточной железных дорог, а также в депо Батайск Северо-Кавказской дороги. Последний локомотив серии (ВЛ80Р−1869) был выпущен в 1986 году. На 2021 год все электровозы ВЛ80Р приписаны к локомотивным депо ТЧЭ-1 Боготол (282 единицы, депо эксплуатирует только этот тип ПС) и ТЧЭ-3 Иланская (50 единиц) Красноярской железной дороги, один локомотив приписан к ТЧЭ-2 Нижнеудинск Восточно-Сибирской железной дороги.
Некоторые локомотивы прошли модернизацию на УУЛРЗ и обрели возможность работать по СМЕ в составе трёх секций.
Электровоз ВЛ80Р−1685 по праву можно считать одним из героев советского фильма «Магистраль», ставшего «культовым» среди любителей железных дорог.

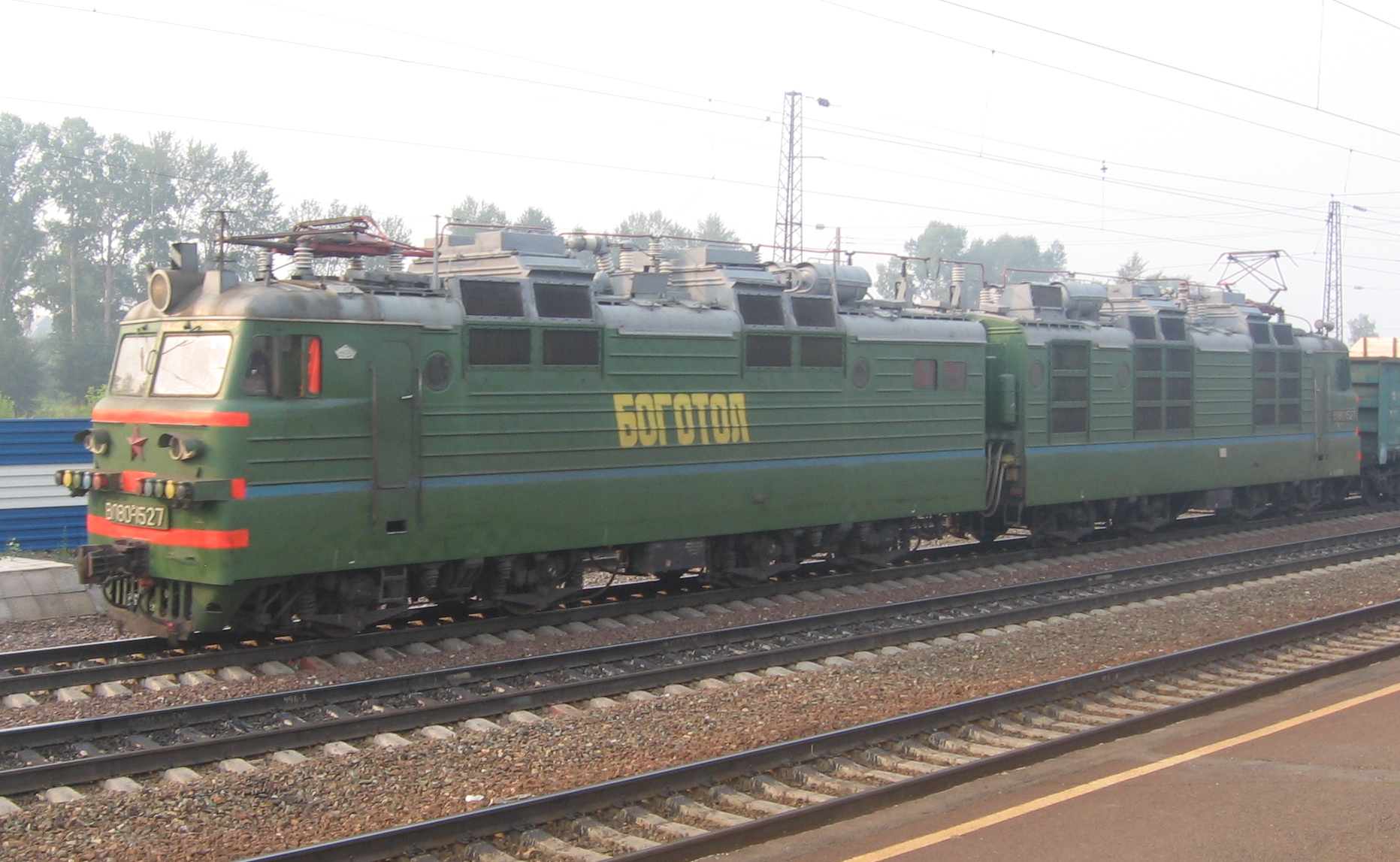
ВЛ80Р-1527
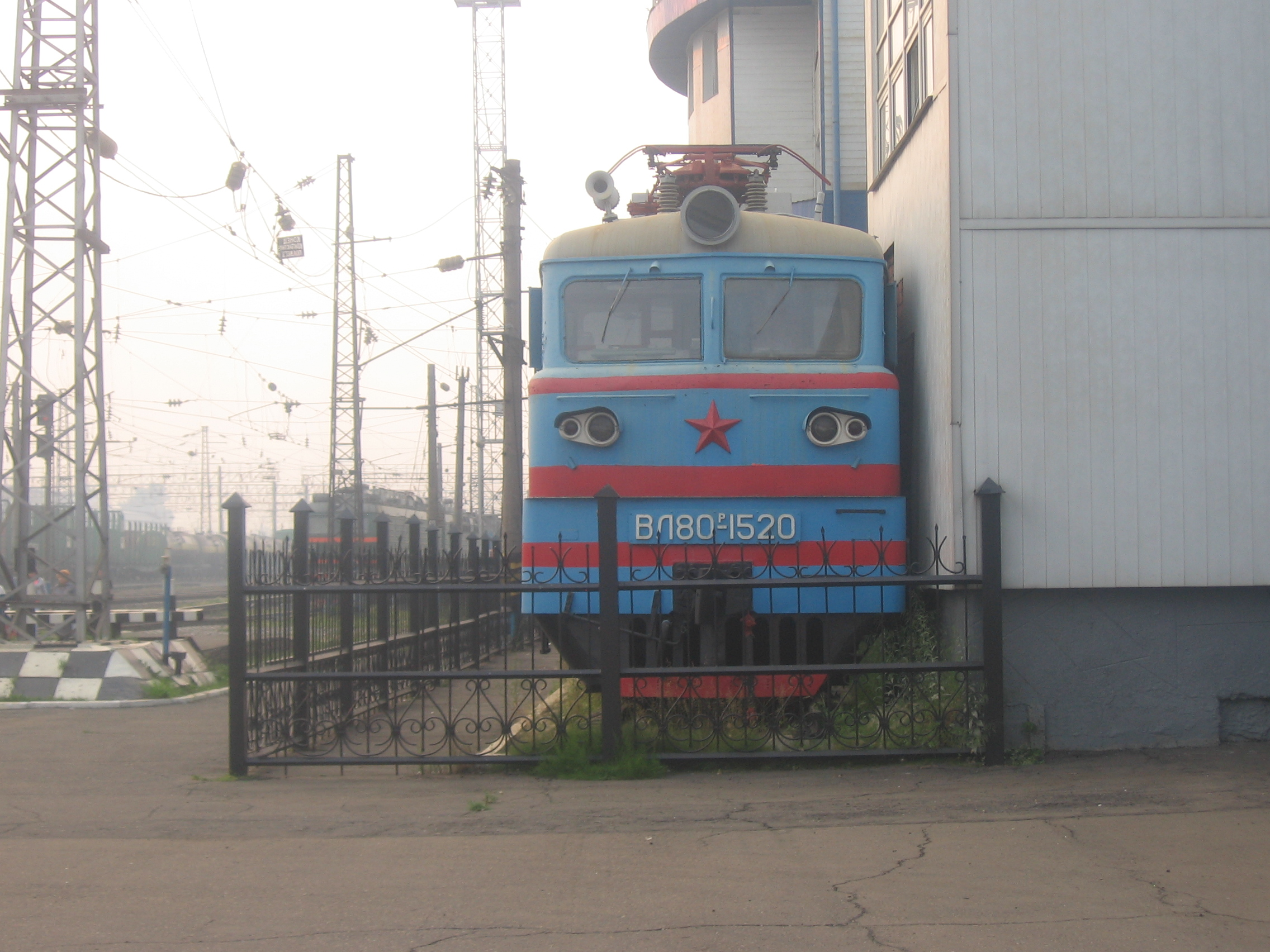
Неработающий ВЛ80Р-1520 на станции Нижнеудинск
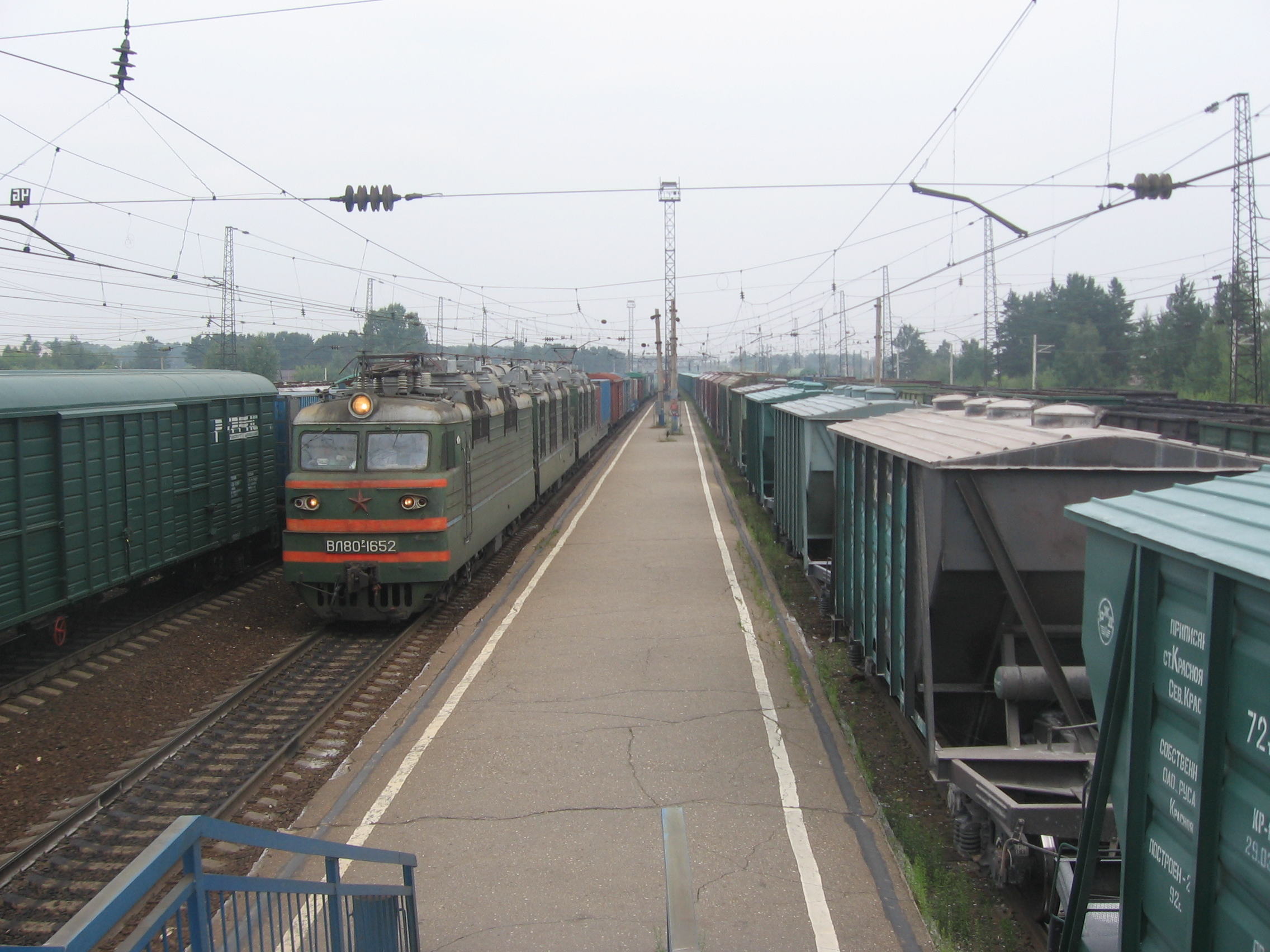
ВЛ80Р-1652, ст. Гончарово
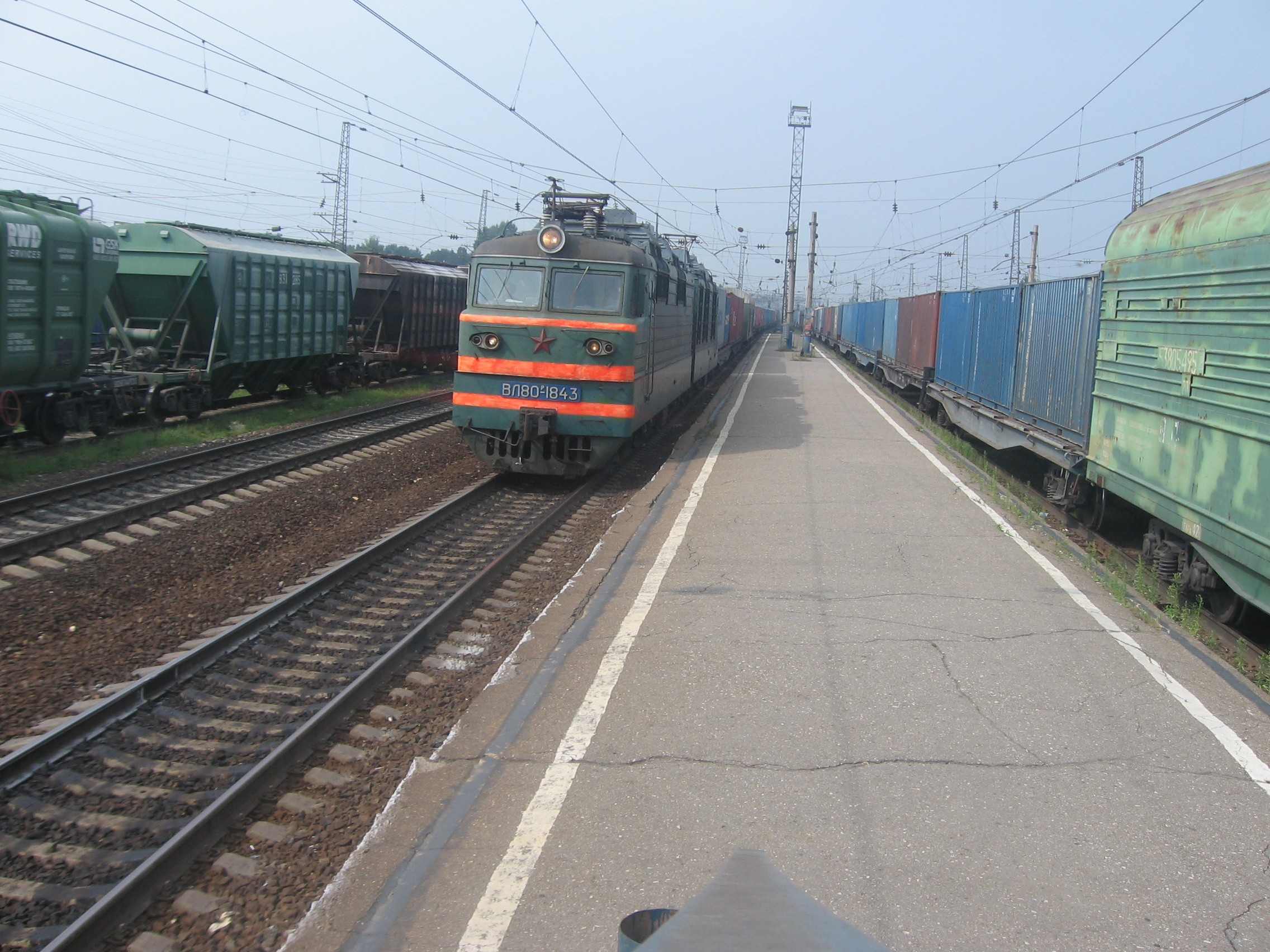
ВЛ80Р-1843, ст. Гончарово
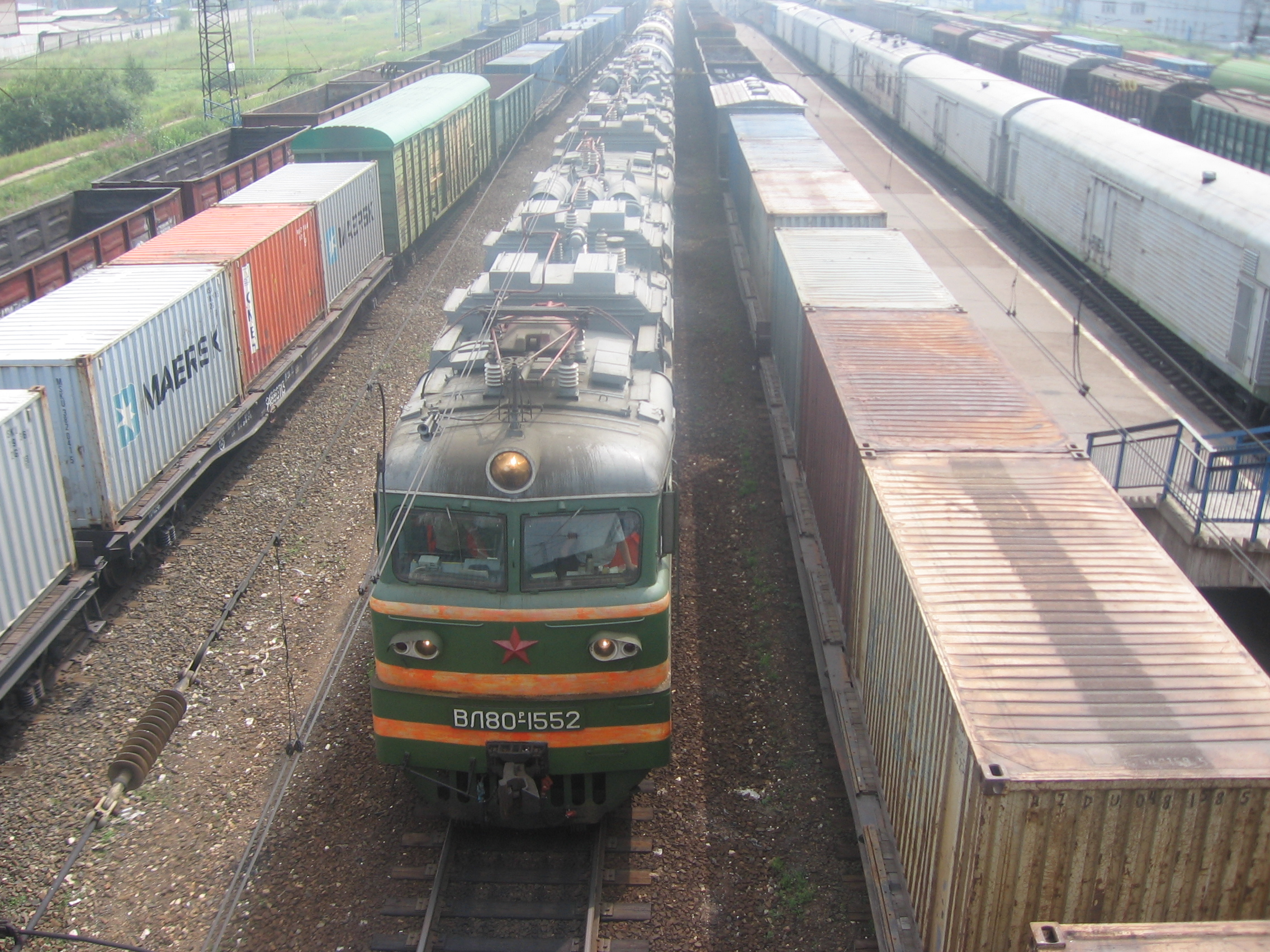
ВЛ80Р-1552, ст. Гончарово
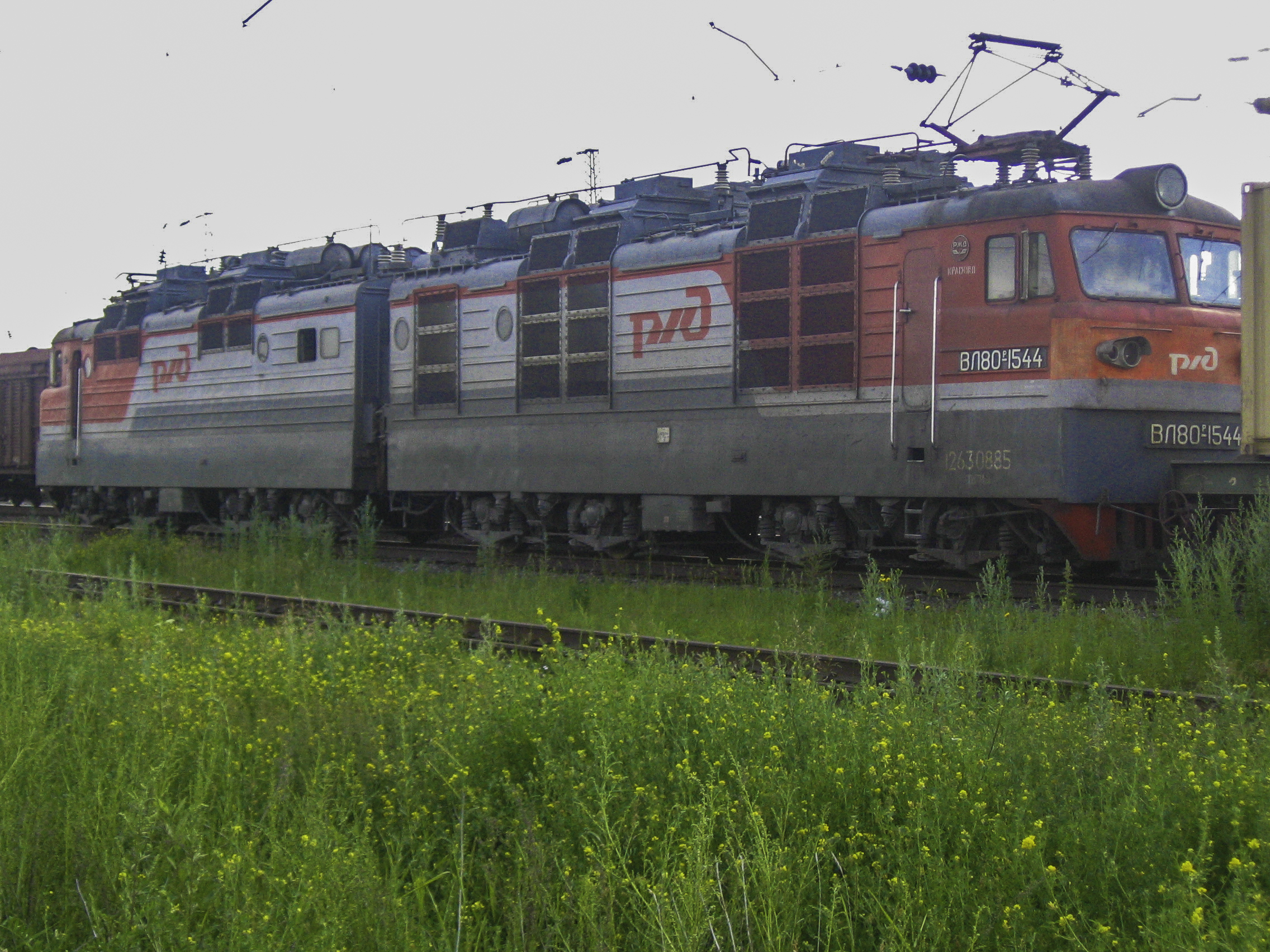
ВЛ80Р-1544, ст. Гончарово
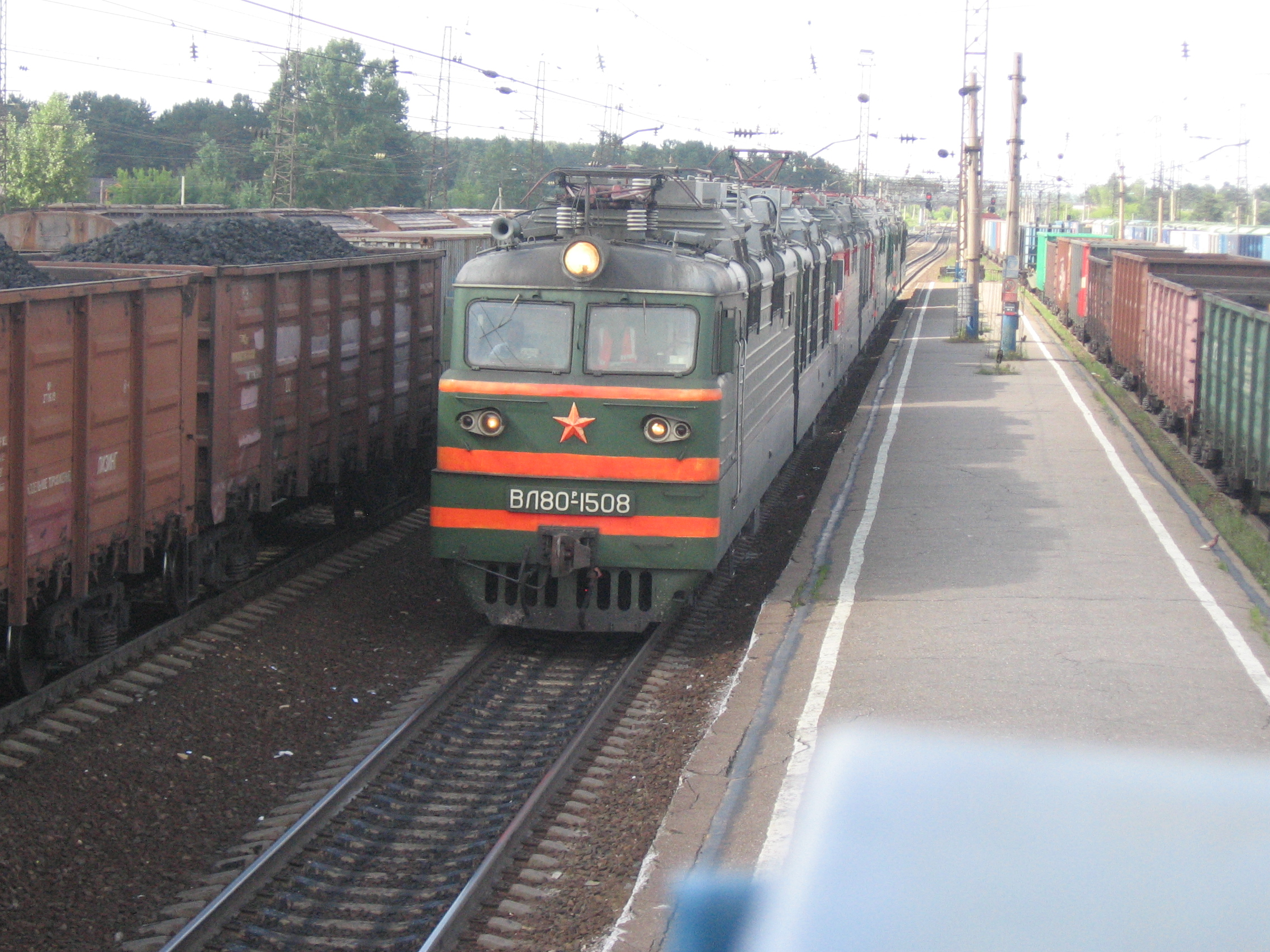
Сплотка локомотивов на ст. Гончарово
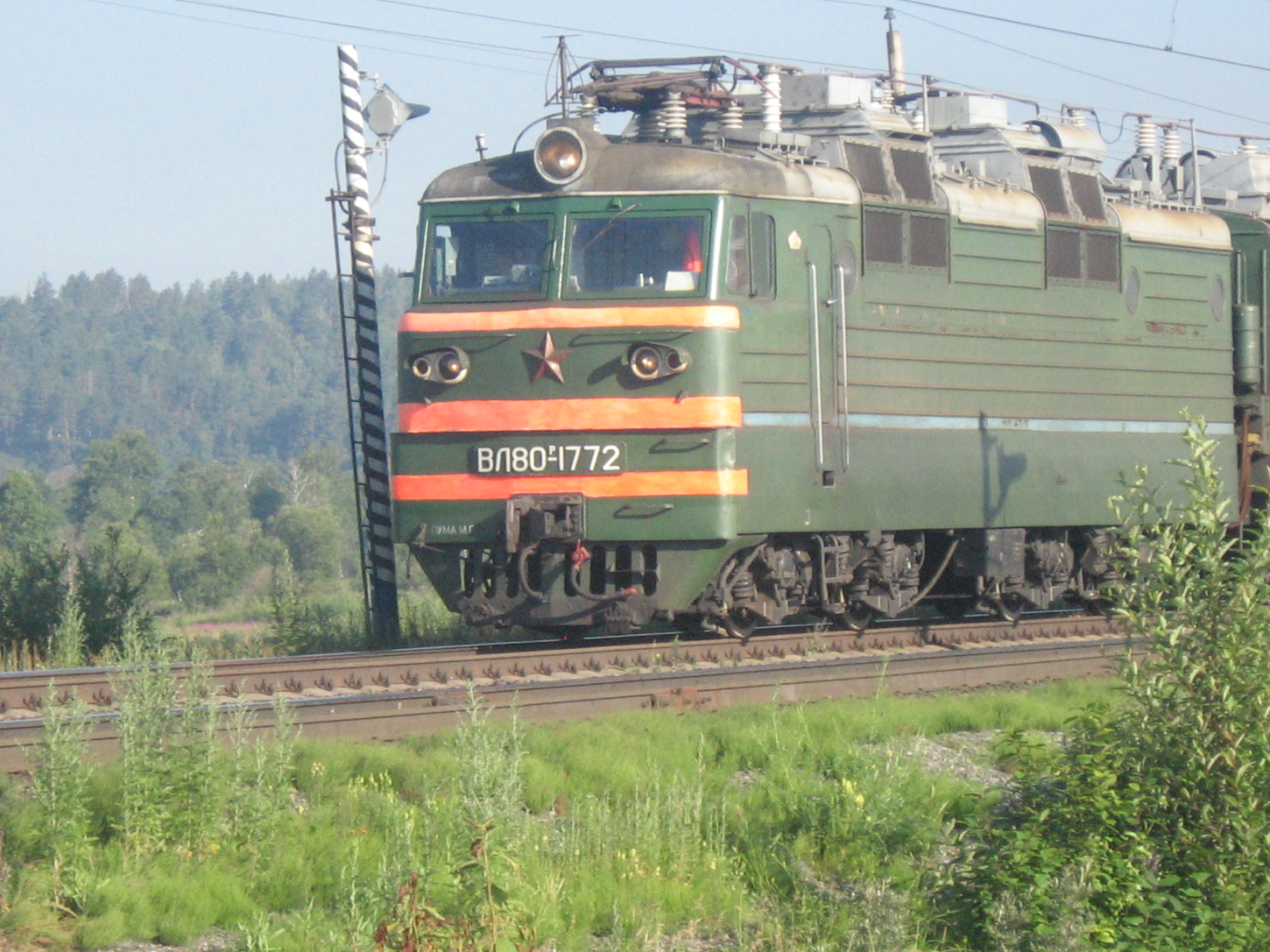
ВЛ80Р-1772 на перегоне Шелехов — Иркутск-Пассажирский

На базе ВЛ80р-622 создан опытный электровоз с импульсно-фазовым регулированием: ВЛ80риф-622

### ВЛ80С
Строился с 1979 по 1995 год, выпущено 2746 единиц.

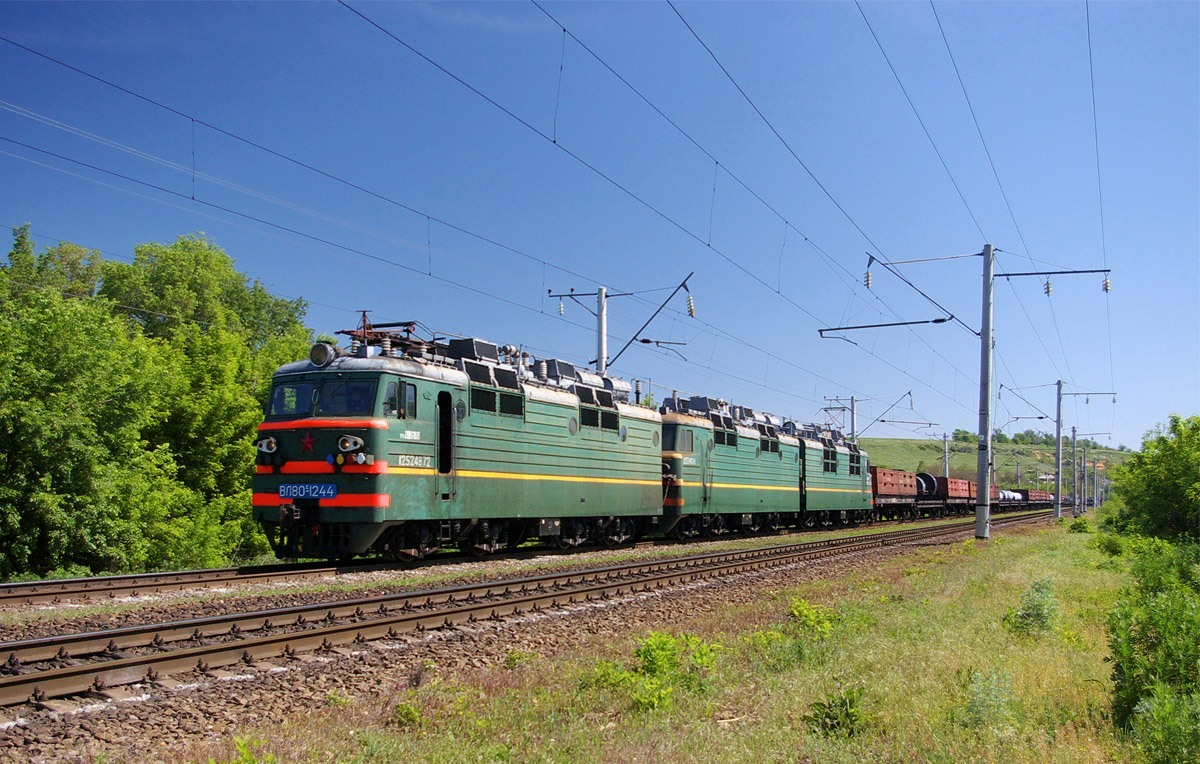
Электровоз ВЛ80^{С}−1244 в составе трёх секций

Фактически ВЛ80С — это ВЛ80Т, дооборудованный для работы в составе более чем двух секций при управлении из одной кабины по системе многих единиц (СМЕ). Изначально электровоз строился с возможностью работы только двух или четырёх сцепленных секций. В 1982 году были построены электровозы 550, 551, 552 которые могли работать в составе двух, трёх или четырёх секций. С электровоза 697 (1983 год) все электровозы строятся с такой возможностью. После капитальных ремонтов старые машины приводили к новой схеме возможности работы в три секции. Единственным ограничением является невозможность работы третьей прицепной секции в режиме реостатного торможения. У 4 электровозов 261, 323, 361, 1001 по одной секции на Улан-Удэнском ЛВРЗ переделаны в бустерные.
Ряд изменений конструкции привели к утяжелению электровоза, и был установлен новый паспортный вес электровоза — 192 т.

### ВЛ80СМ
Электровоз ВЛ80CМ — строился с 1991 по 1995 год, выпущено 4 единицы. По сравнению с ВЛ80C они имеют буферные  фонари прикрытые решетчатой конструкцией вместо козырьков ,прожектора и кабины, схожие с электровозами ВЛ85. Все локомотивы приписаны к депо Батайск Северо-Кавказской железной дороги. Списаны в этом же депо в октябре 2016 года.

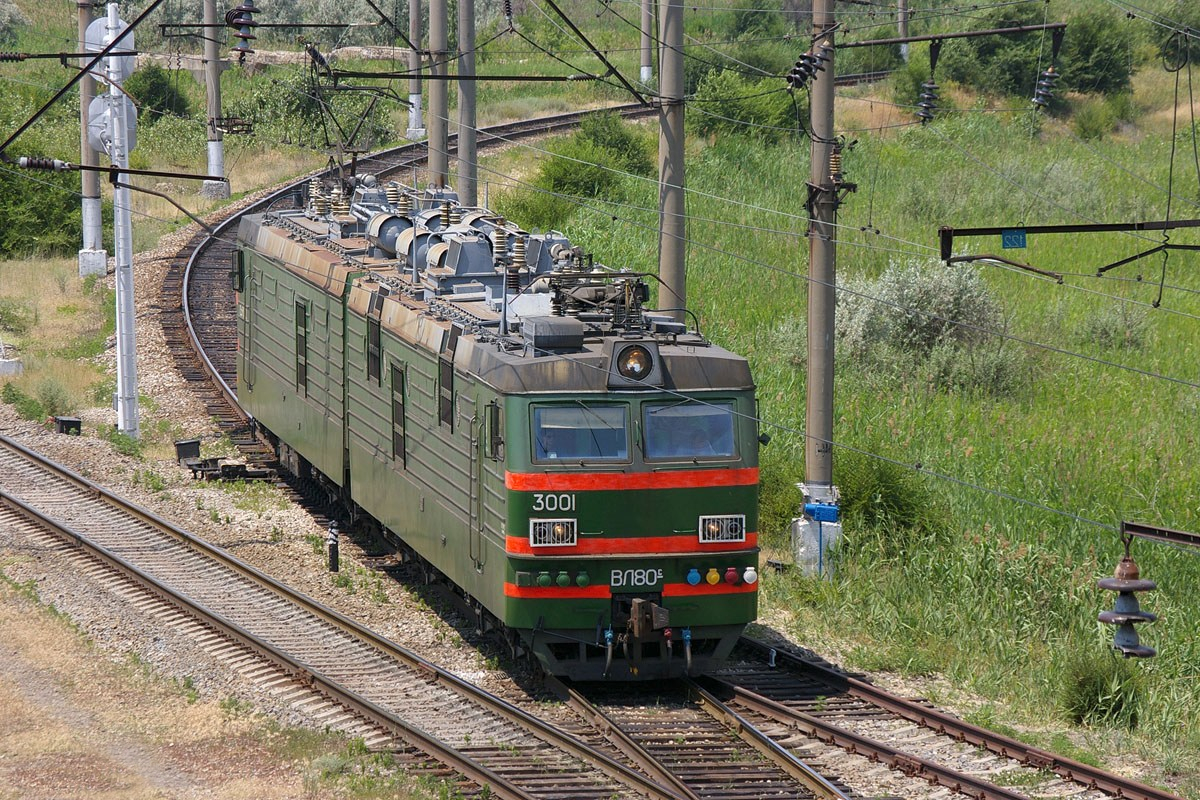
ВЛ80^{C}_{М}-3001
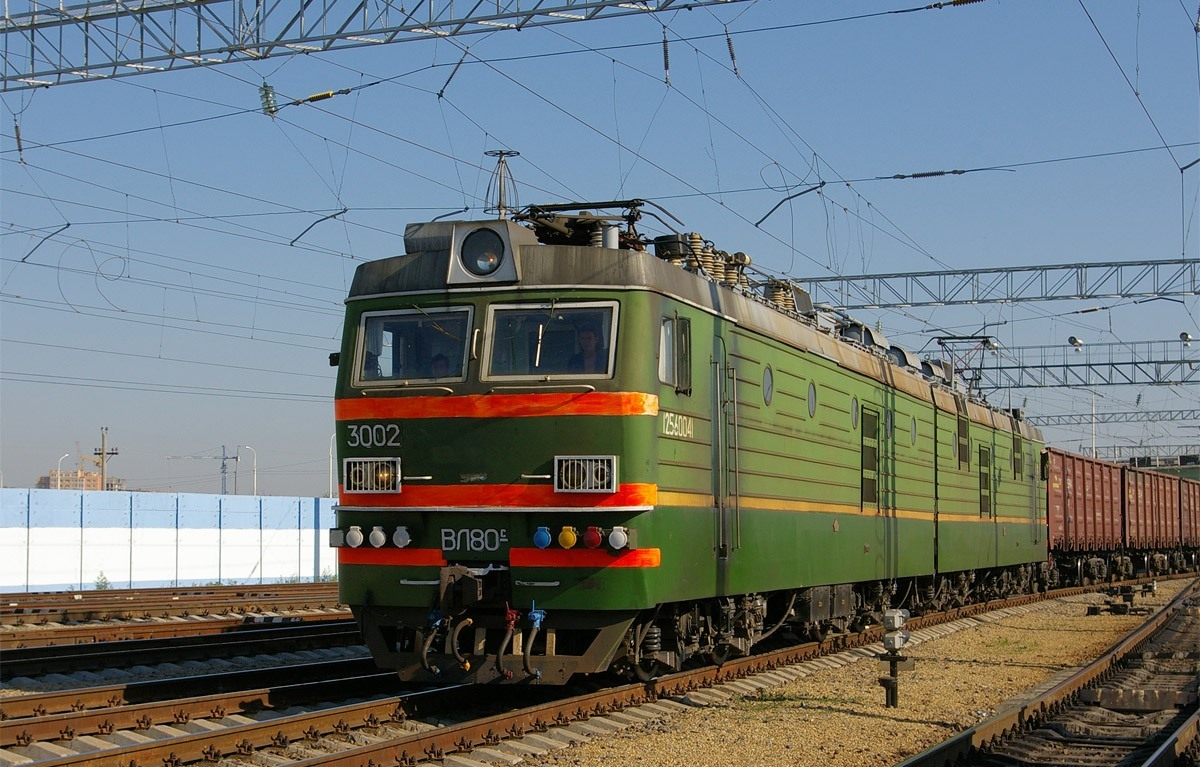
ВЛ80^{C}_{М}-3002
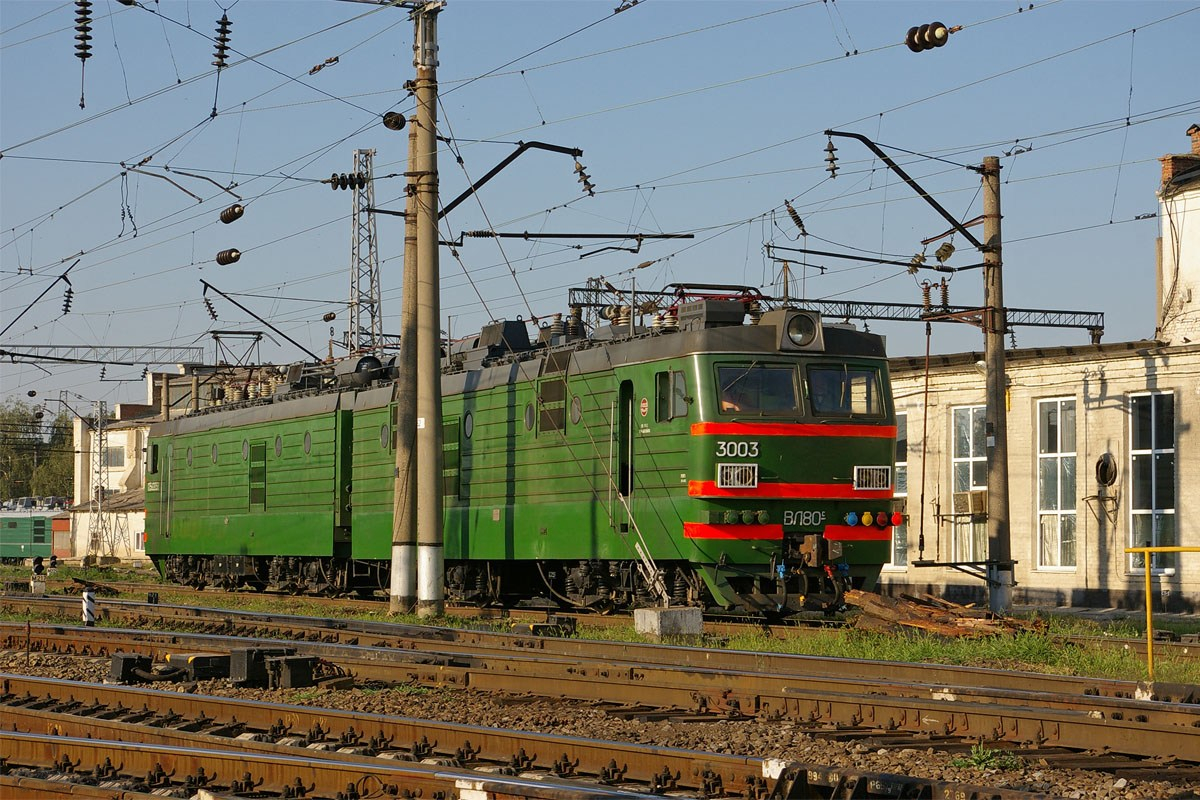
ВЛ80^{C}_{М}-3003
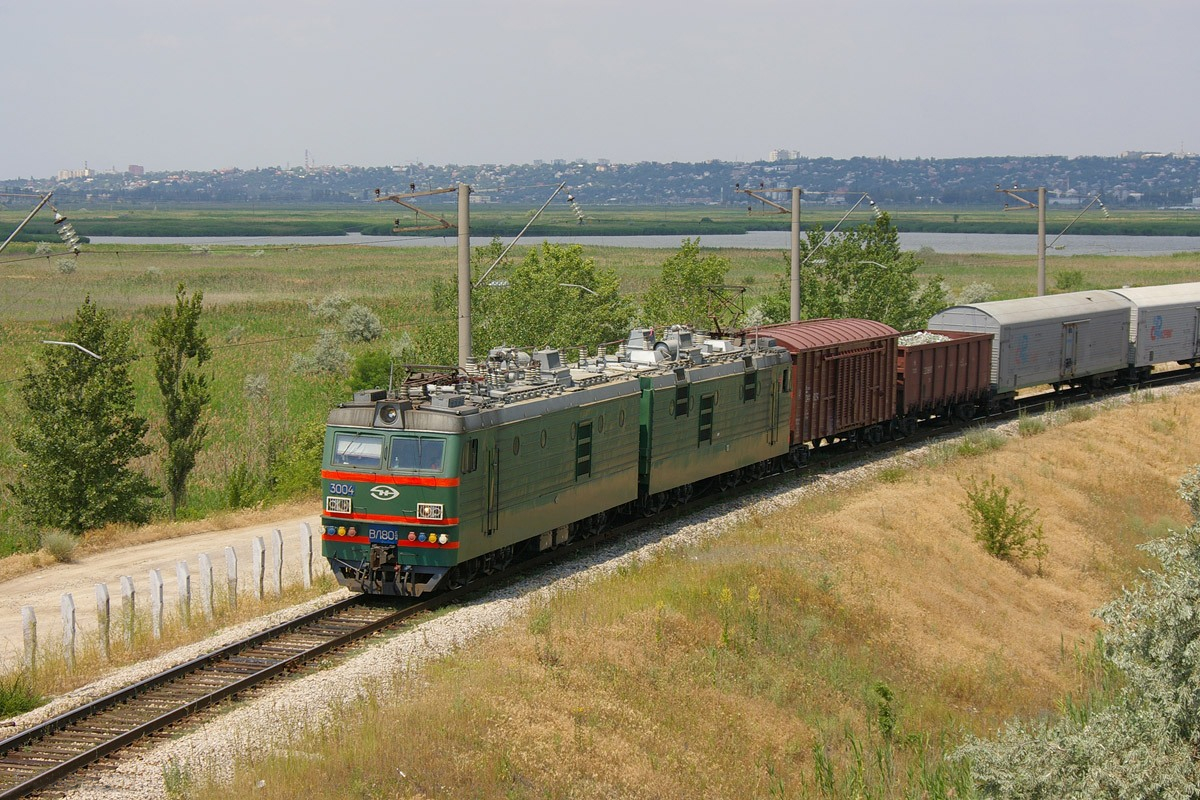
ВЛ80^{C}_{М}-3004

- ВЛ80CМ-3001
- ВЛ80CМ-3002
- ВЛ80CМ-3003
- ВЛ80CМ-3004

## Модернизации

### Обычные модернизации
В основном модернизацию ВЛ80 проводит УУЛВРЗ. Электровозам ВЛ80Т и ВЛ80С заменяется большая часть электрооборудования, в частности, устаревший аппарат ступенчатого регулирования ЭКГ-8Ж и диодные выпрямительные установки уступают место тиристорным преобразователям, ходовая часть при этом остаётся прежней. По компоновке и типам оборудования модернизированный электровоз близок к 2ЭС5К и получает обозначение ВЛ80ТК или ВЛ80СК — соответственно ВЛ80Т или ВЛ80С, прошедший капитальный ремонт с продлением срока службы. Первоначально электровозы именовались ВЛ80М, такую серию получили машины № 1071, 1105, 1108, 1407, 1311, 1316, 1354, 1409, 1947 — бывшие ВЛ80Т.
Также заводом были модернизированы два электровоза, ВЛ80ССВ−019 и ВЛ80ССВ−2111 — ВЛ80С со смешанным возбуждением тяговых двигателей. Помимо тиристорного регулирования напряжения на ТЭД электровоз получил смешанное возбуждение — параллельно обмоткам возбуждения подключены выпрямители возбуждения, в результате ток возбуждения можно плавно занижать или завышать, исключая разносное боксование.
ВЛ80Р на заводе получают возможность работы в три секции.

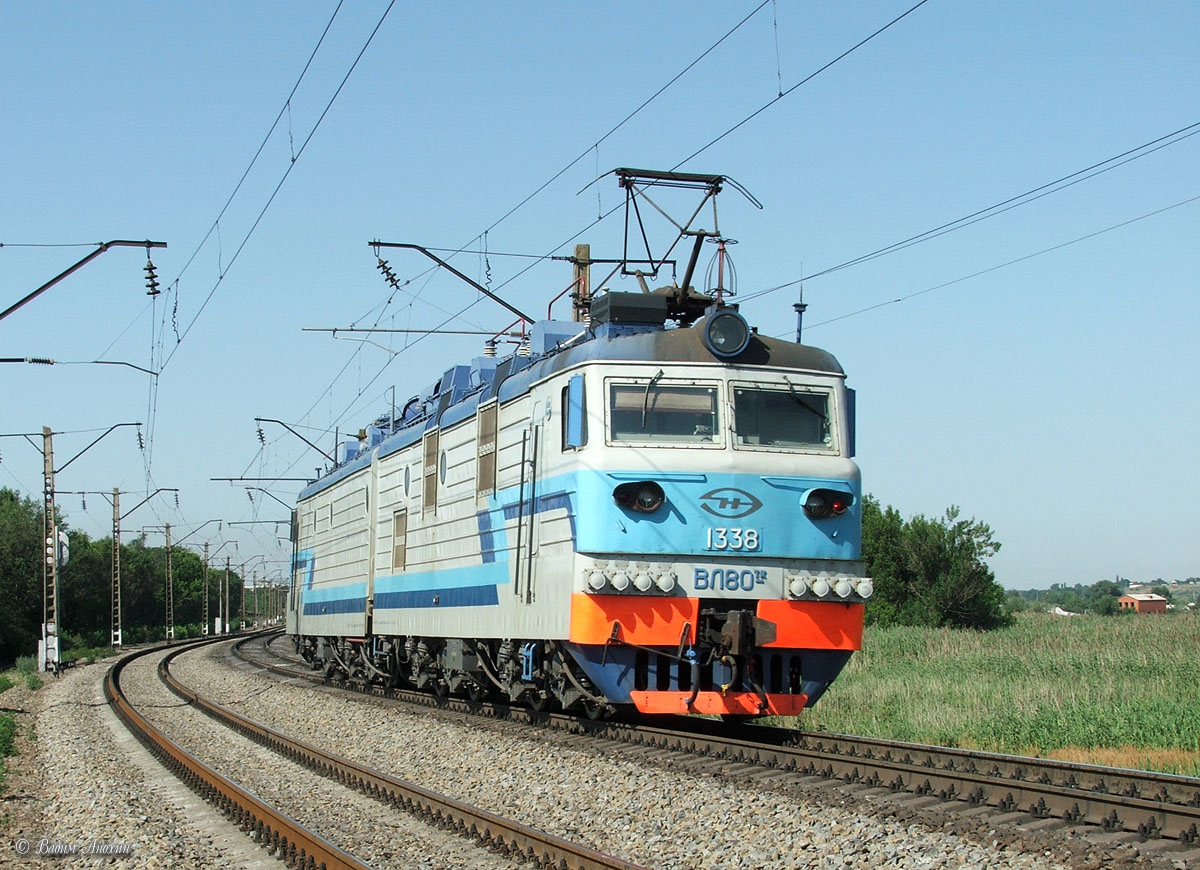
ВЛ80ТК-1338
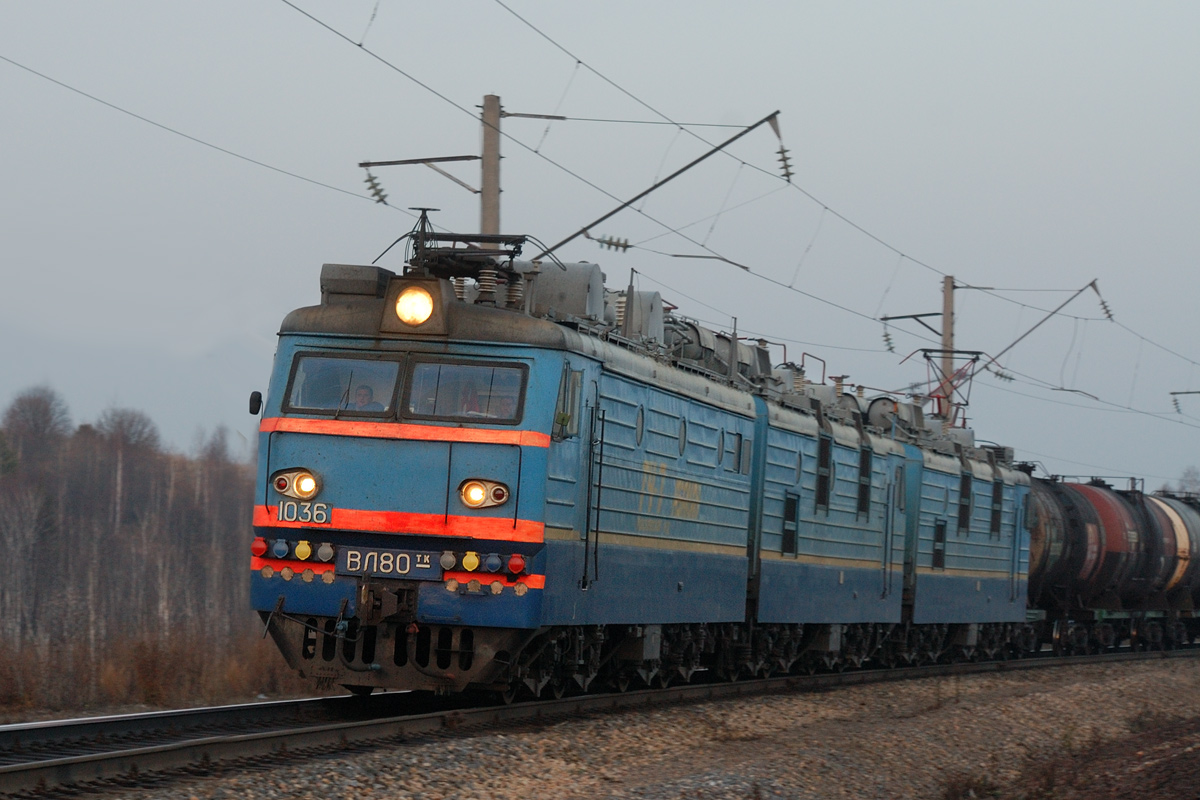
Трёхсекционный ВЛ80ТК в Кемеровской области
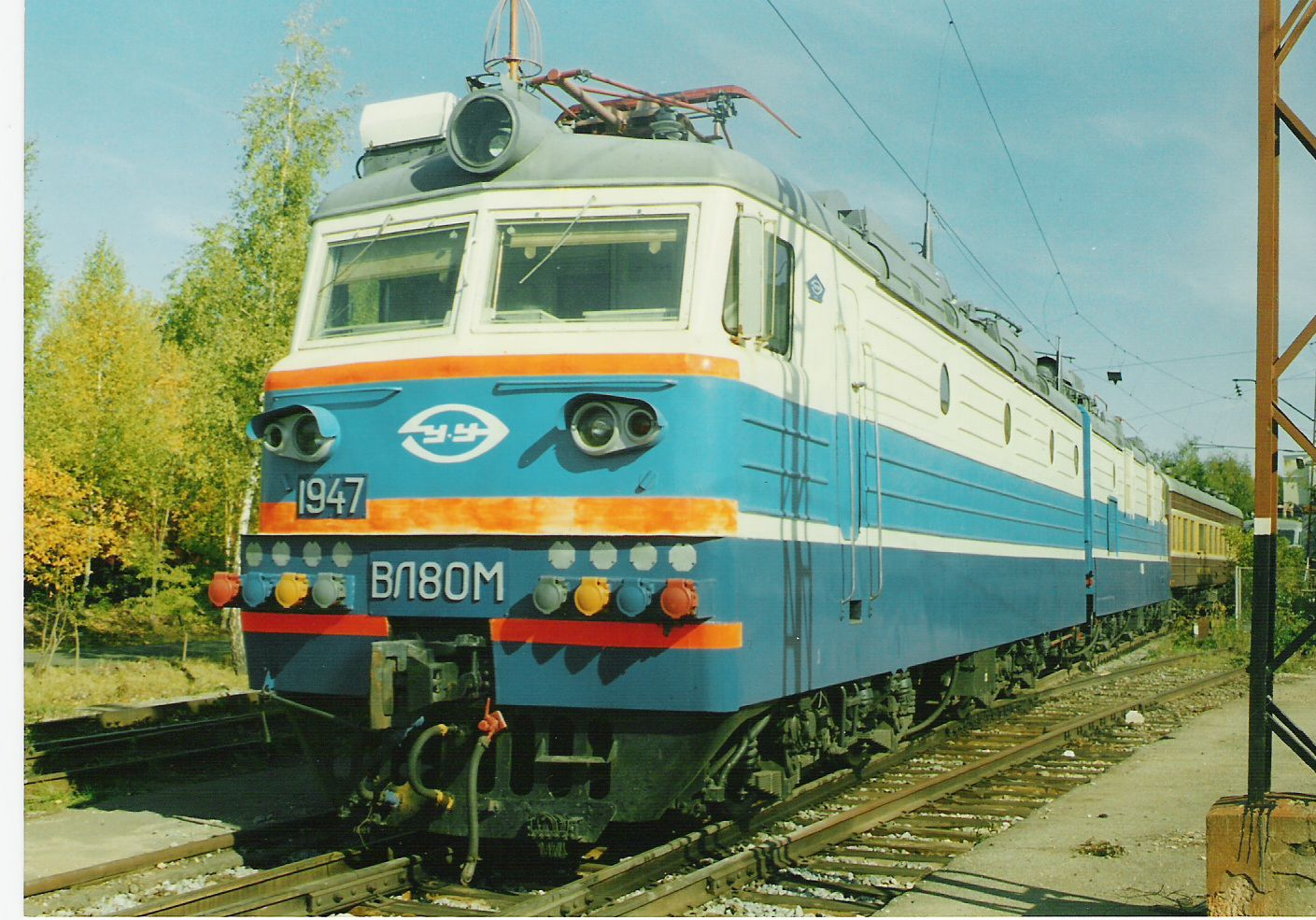
ВЛ80М-1947 (модернизированный ВЛ80Т)
- ВЛ80ССВ−2111
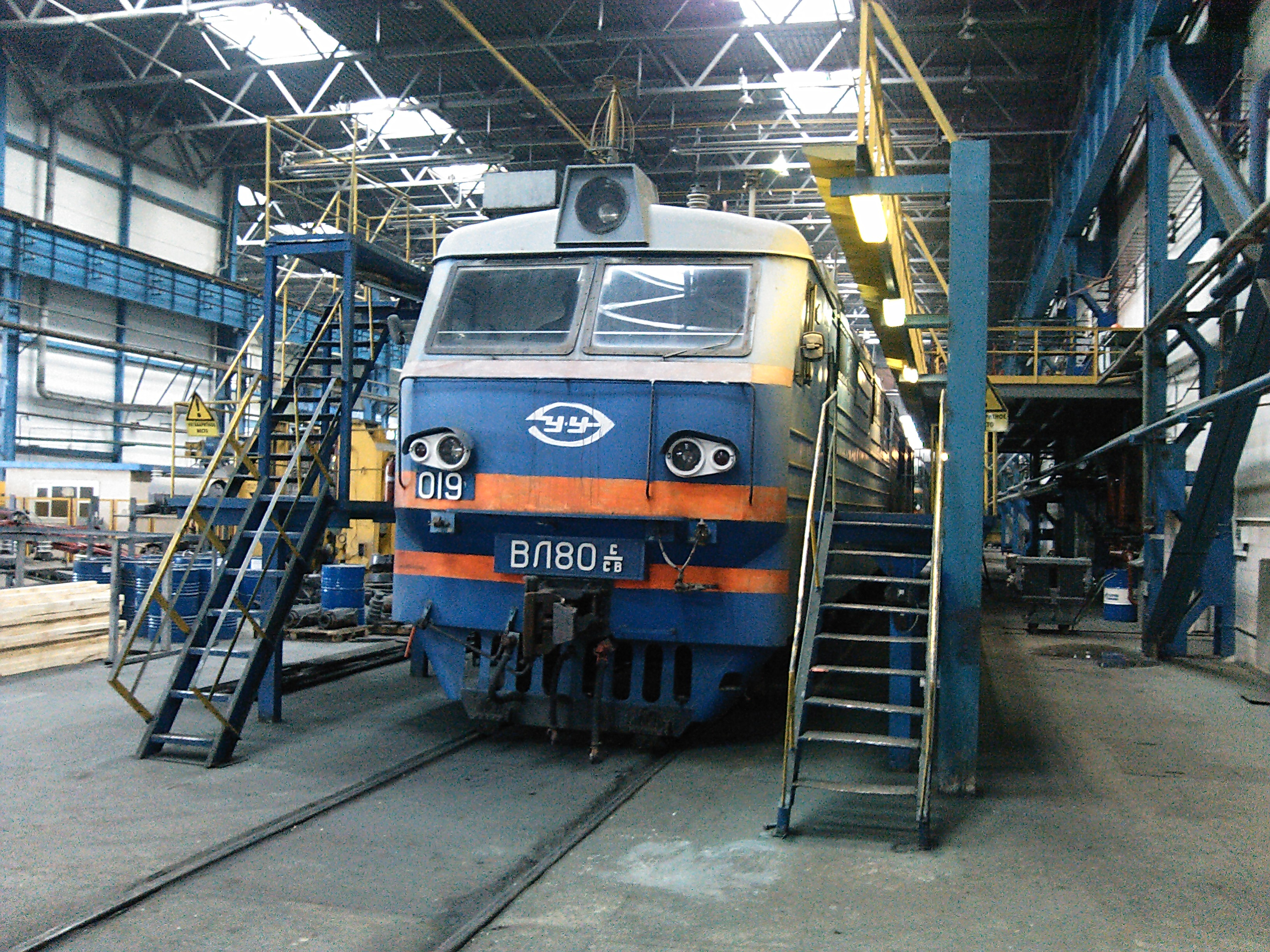
ВЛ80ССВ−019 Перед разделкой в сервисном локомотивном депо Петров Вал ПривЖД
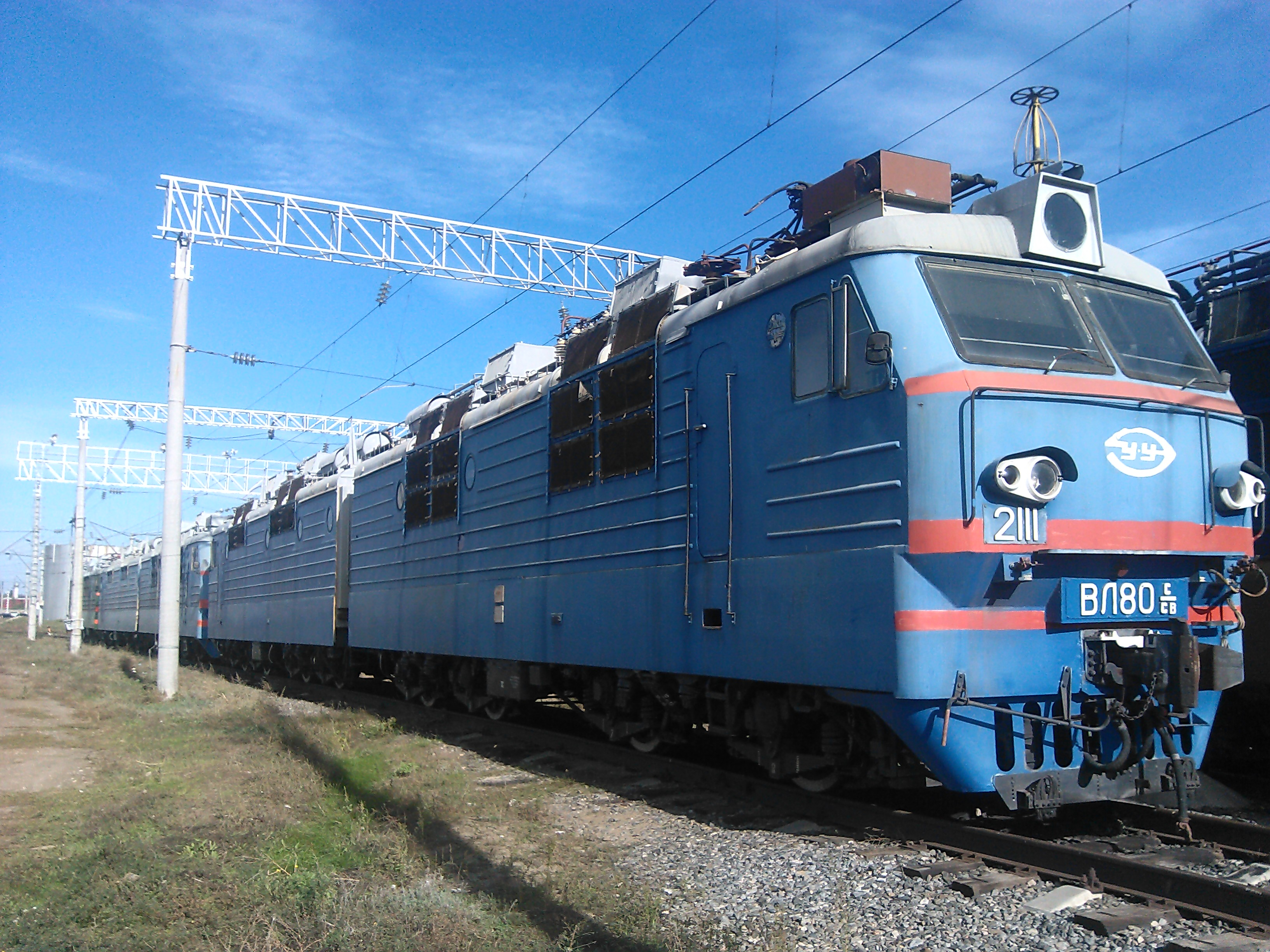
ВЛ80ССВ−2111 Перед разделкой в сервисном локомотивном депо Петров Вал ПривЖД

### Пассажирские односекционные модернизации ВЛ40С, ВЛ40Уи ВЛ40М
В конце 1990-х—начале 2000-х годов в ряде регионов России и на Украине начал обостряться дефицит пассажирских электровозов переменного тока, как из-за списания старых электровозов ВЛ60ПК, так и из-за электрификации новых участков. По этой причине было решено модернизировать простаивающие двухсекционные грузовые электровозы ВЛ80С и ВЛ80Т в односекционные пассажирские с разделением на отдельные секции. В начале 2010-х годов схожая модернизация стала проводиться в Казахстане. Российские электровозы получили обозначение ВЛ40С, украинские — ВЛ40У, а казахстанские — ВЛ40М:
- В России в 2002 и 2003 годах модернизацию  проводил Новосибирский электровозоремонтный завод, всего было модернизировано пять электровозов ВЛ80С в 10 грузопассажирских. Проектное обозначение модернизации ВЛ40П, однако большинство электровозов после модернизации получили обозначения ВЛ80 без указания модификации С, а некоторые были обозначены как ВЛ80С аналогично исходному локомотиву, и лишь по меньшей мере один электровоз был обозначен как ВЛ40С. Электровозы получили кабины машиниста, сходные с применяемыми на модернизированных на Улан-Удэнском заводе двухсекционных электровозах ВЛ80[16].
- На Украине в середине 2000-х годов модернизацию производили ЗЭРЗ и ЛЛРЗ на основе электровозов ВЛ80Т с присвоением обозначения ВЛ40У. ЗЭРЗ ставил кабины машиниста и пульты по типу электровоза ЧС8, а ЛЛРЗ — оригинальные кабины, напоминающие кабину электровоза ВЛ65. Всего каждым заводом было модернизировано по 12 двухсекционных электровозов в 48 односекционных с кабиной аналогичной ЧС8 и 24 с кабиной близкой к ВЛ65[17][18].
- В Казахстане в 2012 и модернизацию проводил Атбасарский электровозоремонтный завод в период 201—2013 годов на основе электровозов ВЛ80Т и ВЛ80С с присвоением обозначения ВЛ40М[19], всего было модернизировано 11 двухсекционных электровозов в 22 односекционных[20].

В ходе модернизации от исходных электровозов сохранялась часть кузова в виде рамы и боковых стен и тележки, но оригинальная кабина и задняя торцевая часть секции ликвидировались, и вместо них устанавливались две новые кабины. Электрооборудование также подвергалось частичной замене, а крышах электровозов возле каждой кабины устанавливалось по одному токоприёмнику, таким образом число токоприёмников на каждой секции увеличилось в два раза в целях резервирования на случай поломки одного из них. Электровозы сохранили свои первоначальные номера, однако, для различения секций, после номера электровоза через дополнительный дефис или точку указывался также номер секции (1 или 2).

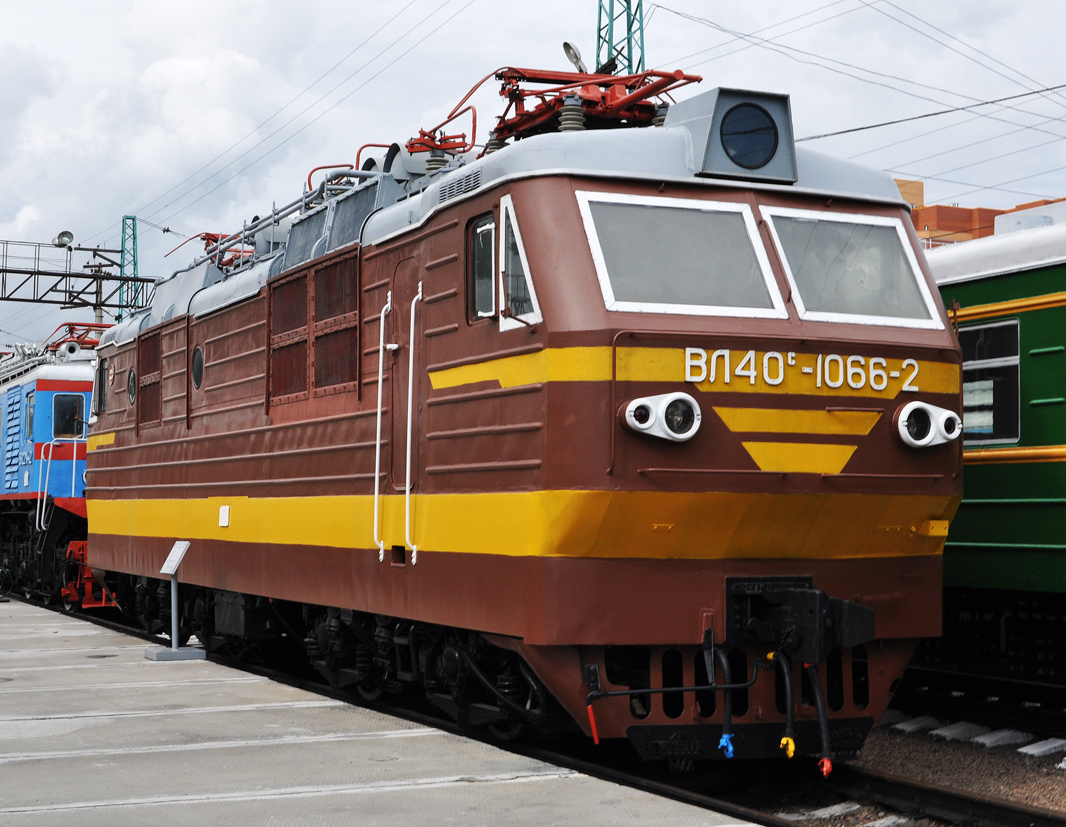
ВЛ40C-1066-2, модернизированный на Новосибирском ЭРЗ (Россия)
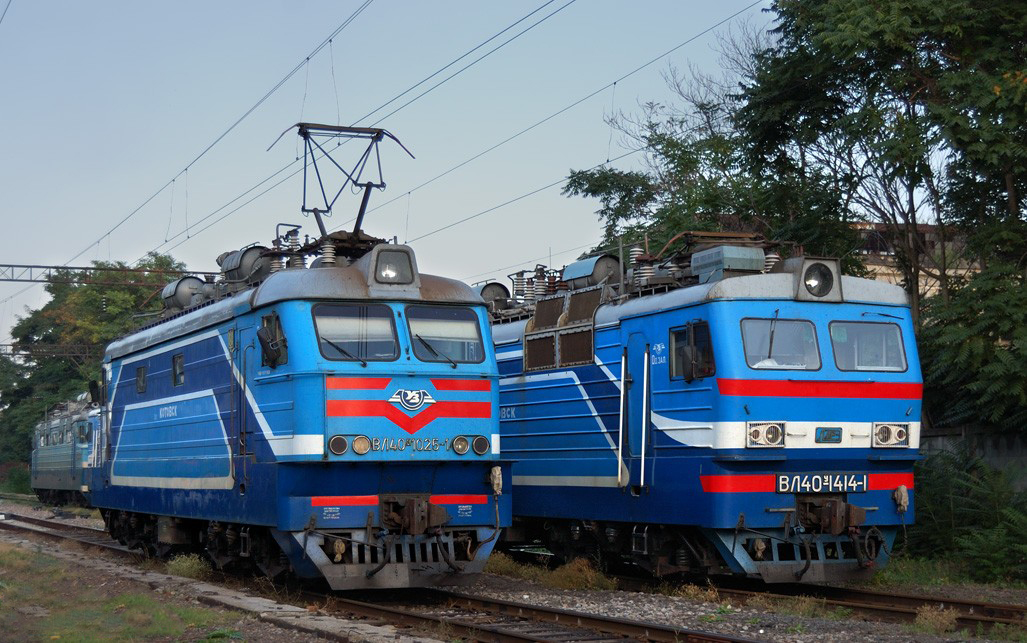
ВЛ40У-1025-1 модернизации ЗЭРЗ и ВЛ40У-1414-1 модернизации ЛЛРЗ (Украина)
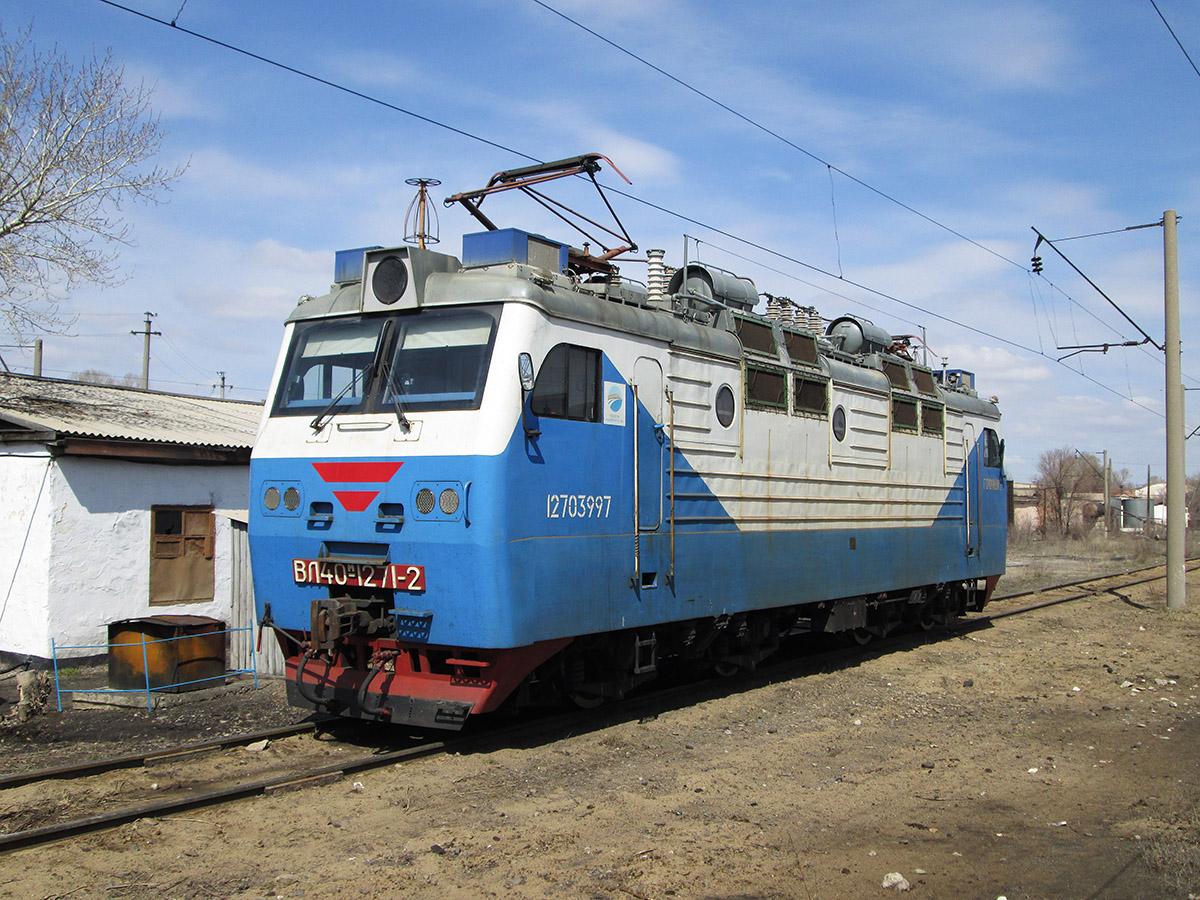
ВЛ40М-1271-2, модернизированный на Атбасарском ЭРЗ (Казахстан)

## Распространение и эксплуатация
Электровозы ВЛ80 на 2024 год эксплуатируются почти всеми железными дорогами России, на линиях переменного тока (исключениями является только Октябрьская и Дальневосточная железные дороги где локомотивы ВЛ80 заменены на новые электровозы серии ЭС5К), а также железными дорогами Белоруссии, Украины, Казахстана, Узбекистана.
По состоянию на начало 2020-х годов они остаются основными грузовыми электровозами переменного тока в этих странах, хотя начиная с конца 2000-х годов ведётся их постепенное списание и замена на новые электровозы. В России основной заменой ВЛ80 являются электровозы семейства ЭС5К, строящиеся на Новочеркасском заводе.
Ниже приведена более подробная информация об эксплуатации модификаций электровозов ВЛ80.
ВЛ80К на данный момент эксплуатируются лишь на Украине. В России все электровозы данной модификации, за исключением одного, списаны.
ВЛ80Т построено больше, чем ВЛ80К. С 2000-х годов производится постепенное выведение локомотивов данной модификации из эксплуатации, однако (по состоянию на начало 2024 года) они продолжают активно эксплуатироваться на железных дорогах России, Украины и Казахстана.
ВЛ80Р — самая малочисленная модификация ВЛ80. Их построено 373 штуки. Сейчас подавляющее большинство ВЛ80Р находятся в эксплуатации. Все они работают на Красноярской, Восточно-Сибирской и Забайкальской железных дорогах.
ВЛ80С — напротив, самая многочисленная модификация. Большинство из них работает в России. Также они работают в Белоруссии, на Украине, в Казахстане и Узбекистане.

## Галерея

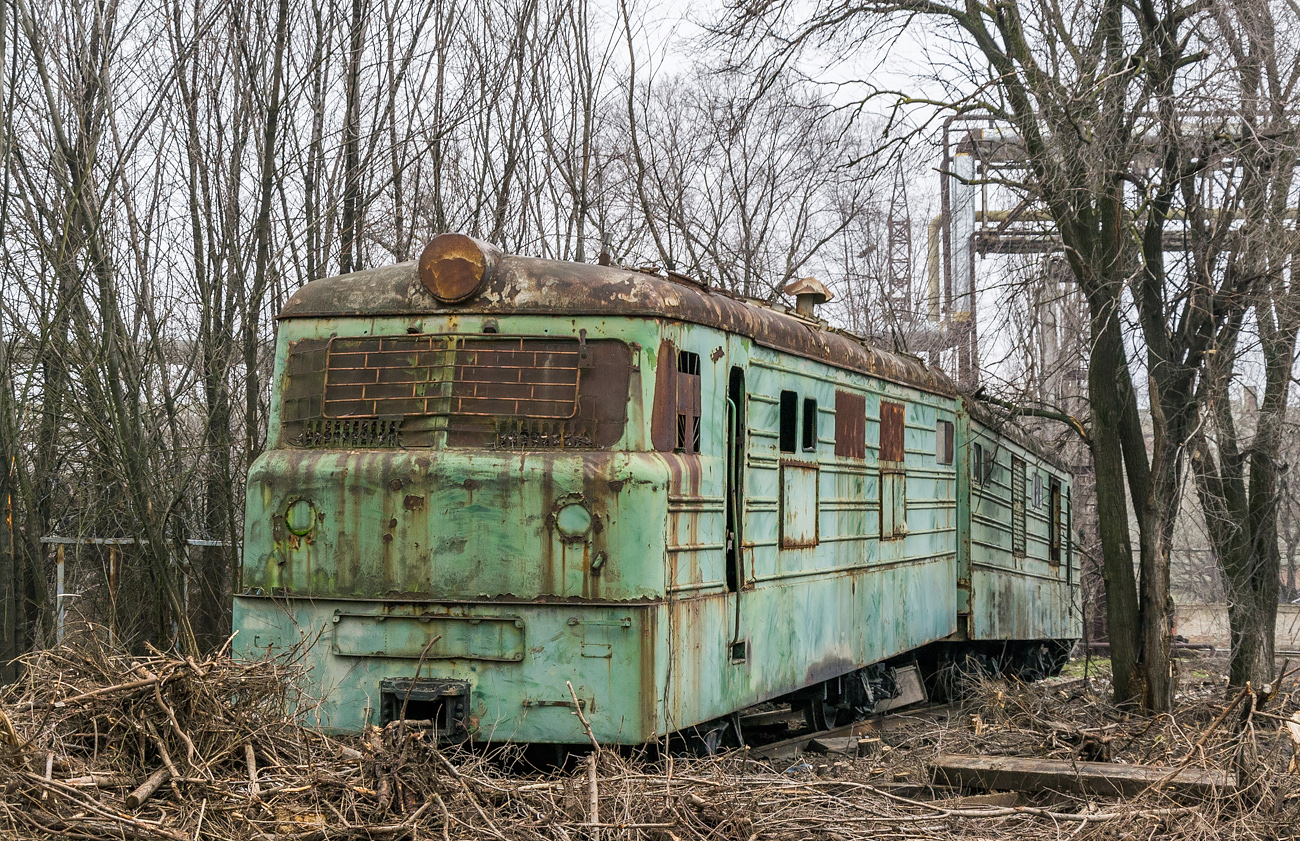
ВЛ80-013
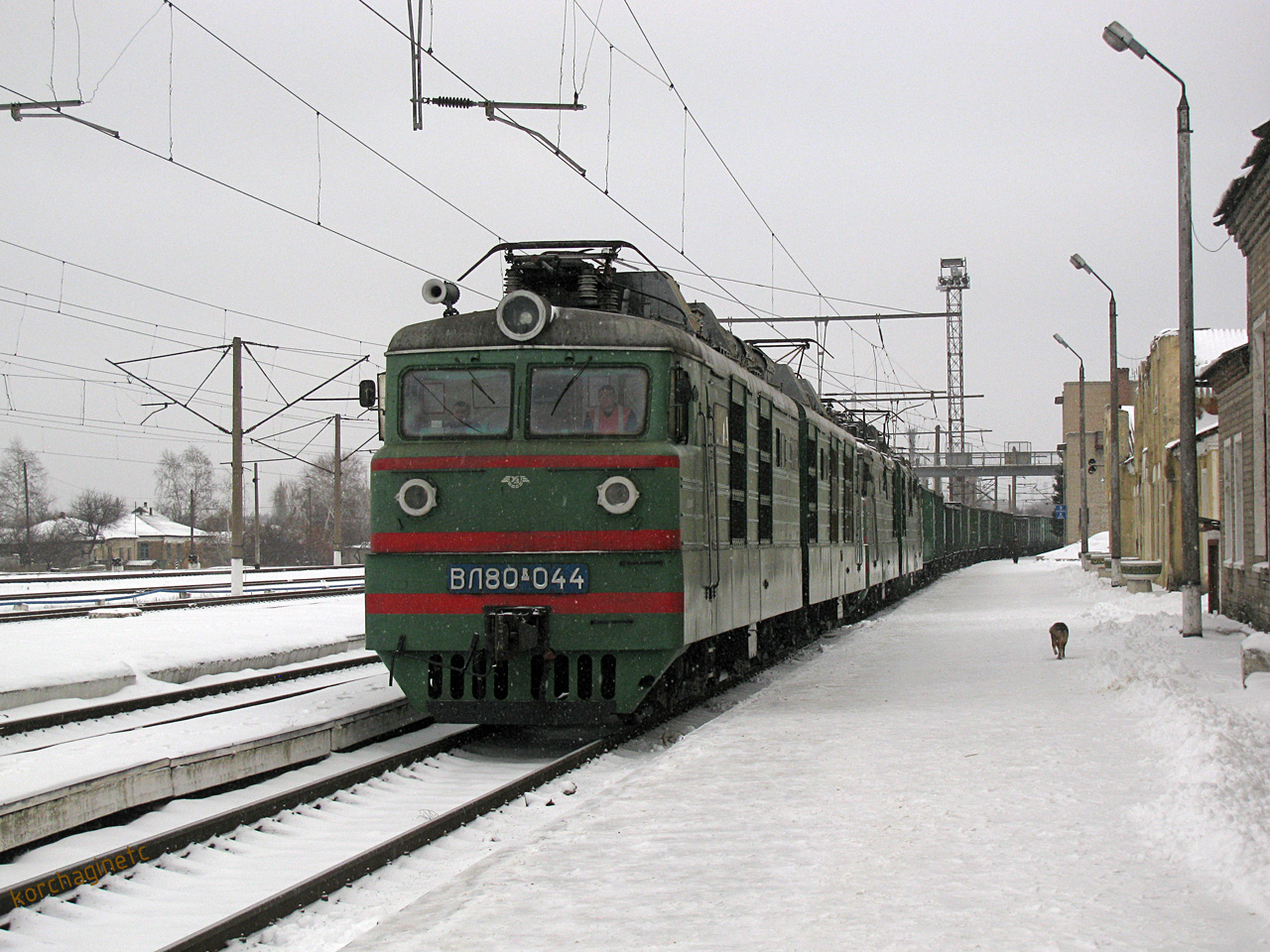
ВЛ80К-006 (номер перебит на 044)
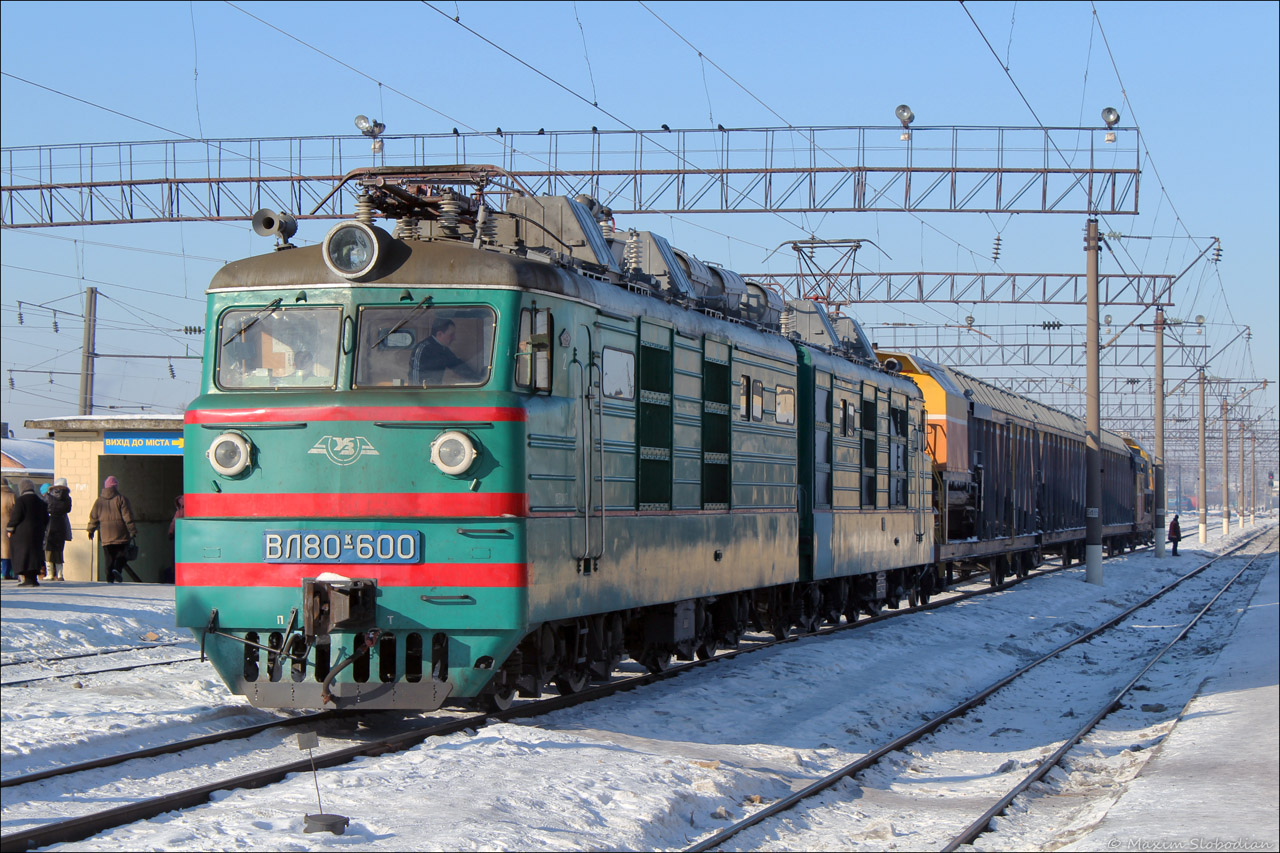
ВЛ80К-600
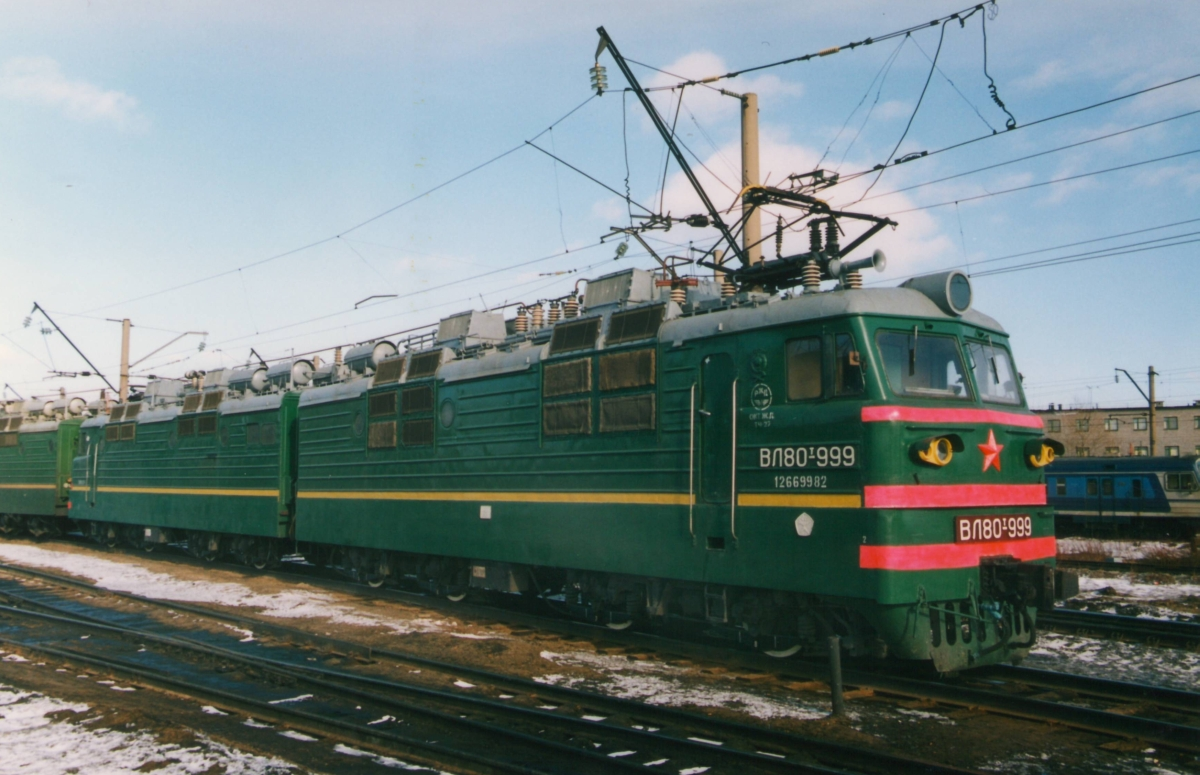
ВЛ80Т-999
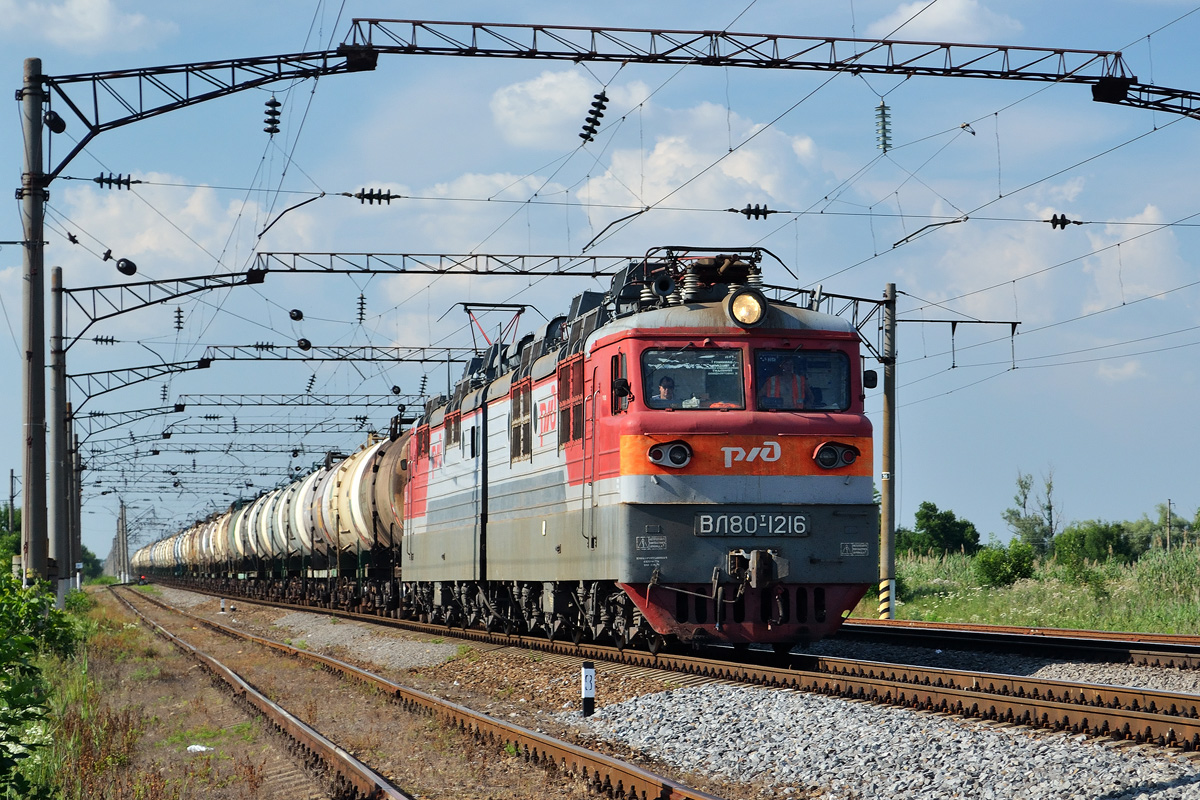
ВЛ80Т-1216
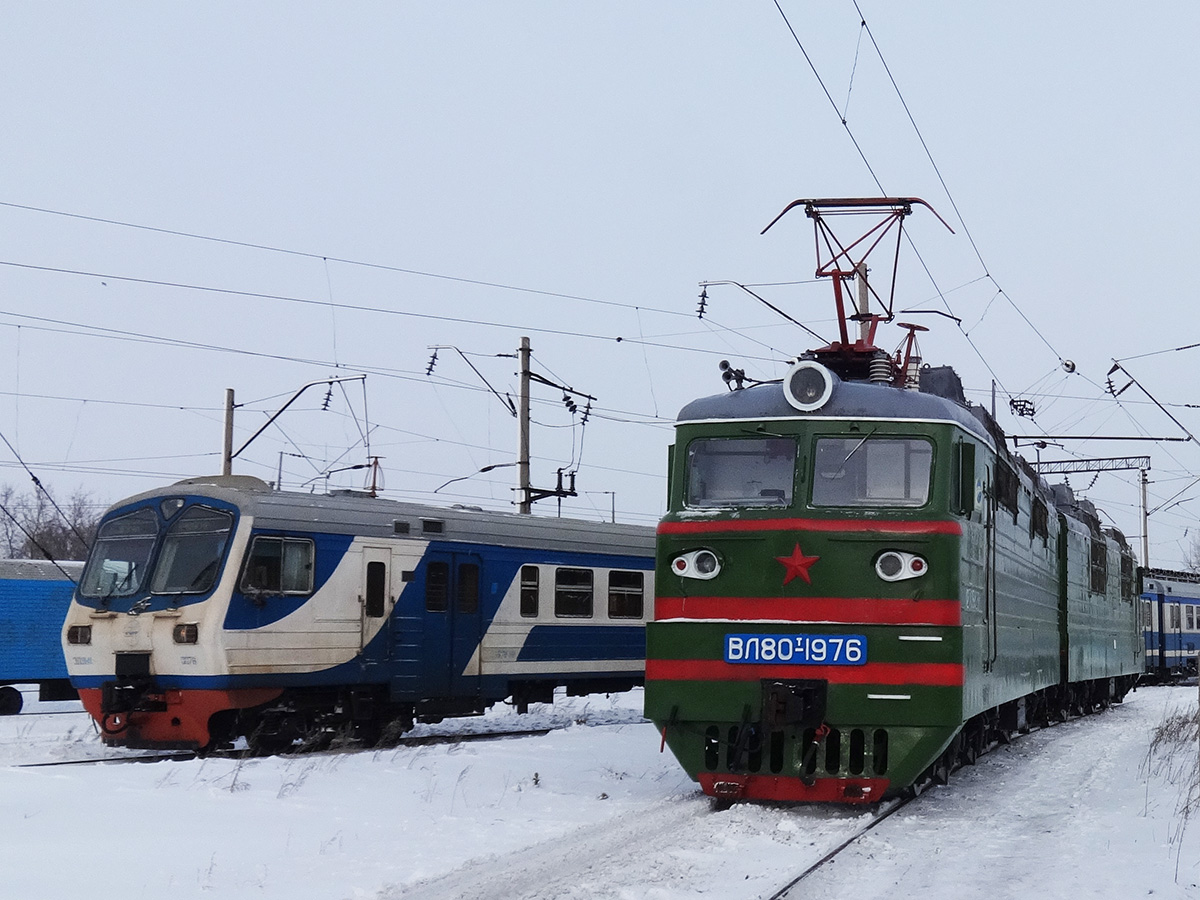
ВЛ80Т-1976
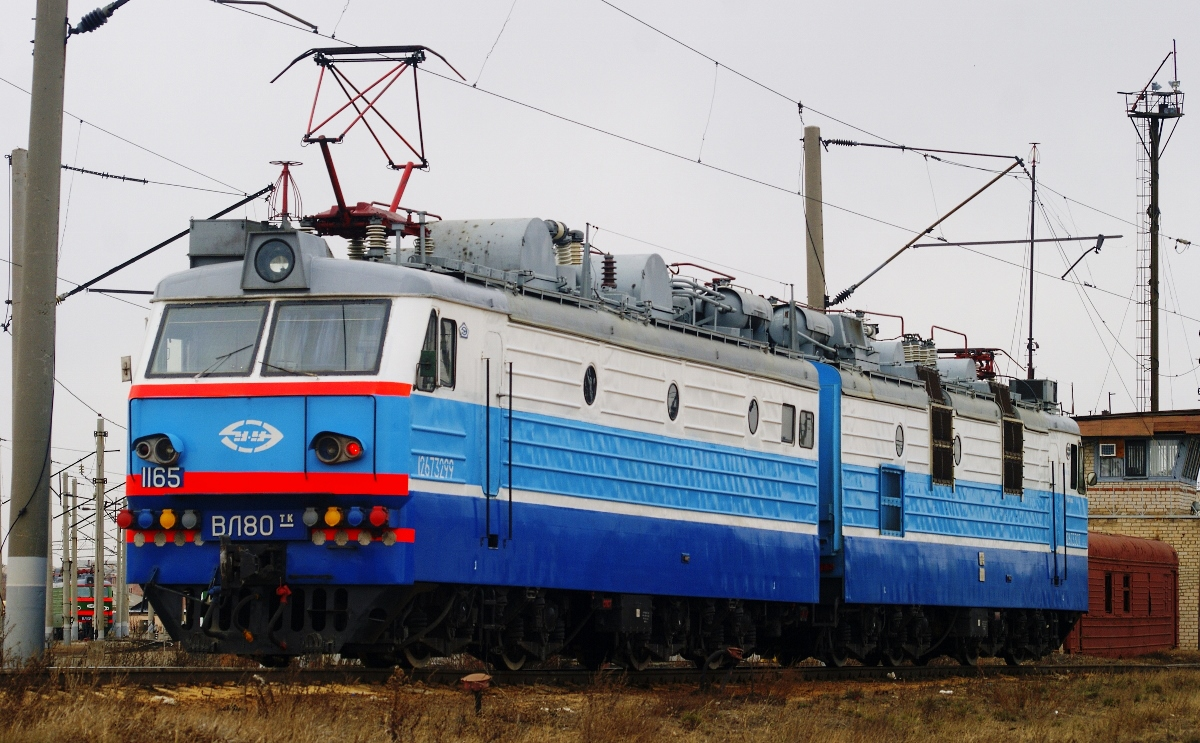
ВЛ80ТК-1165
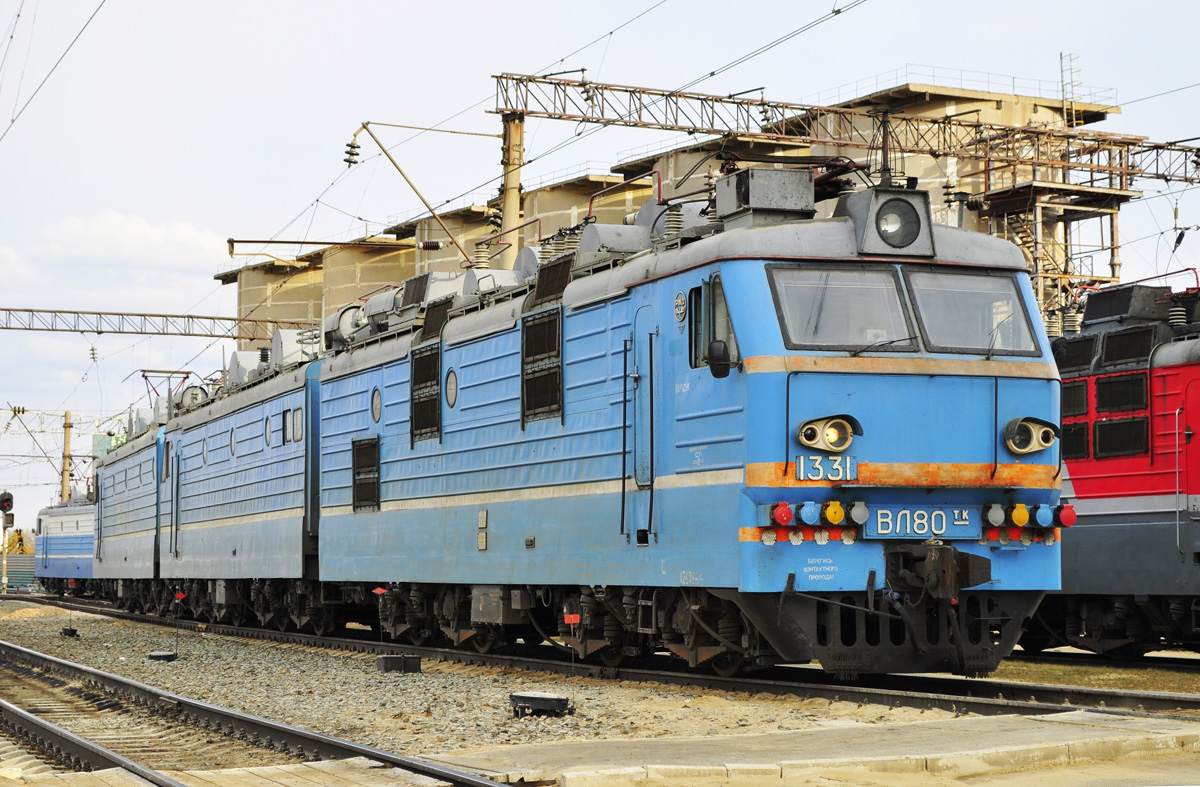
ВЛ80ТК-1331
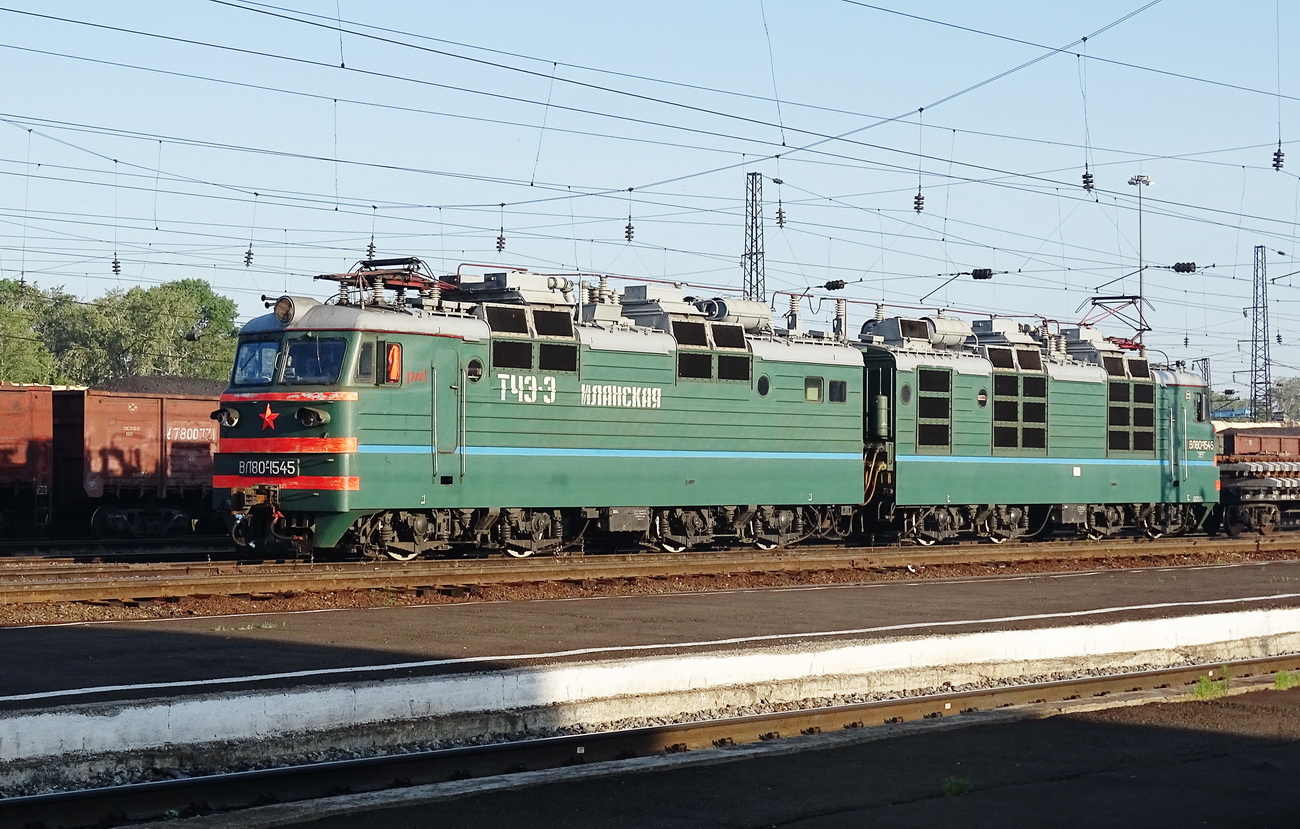
ВЛ80Р-1545
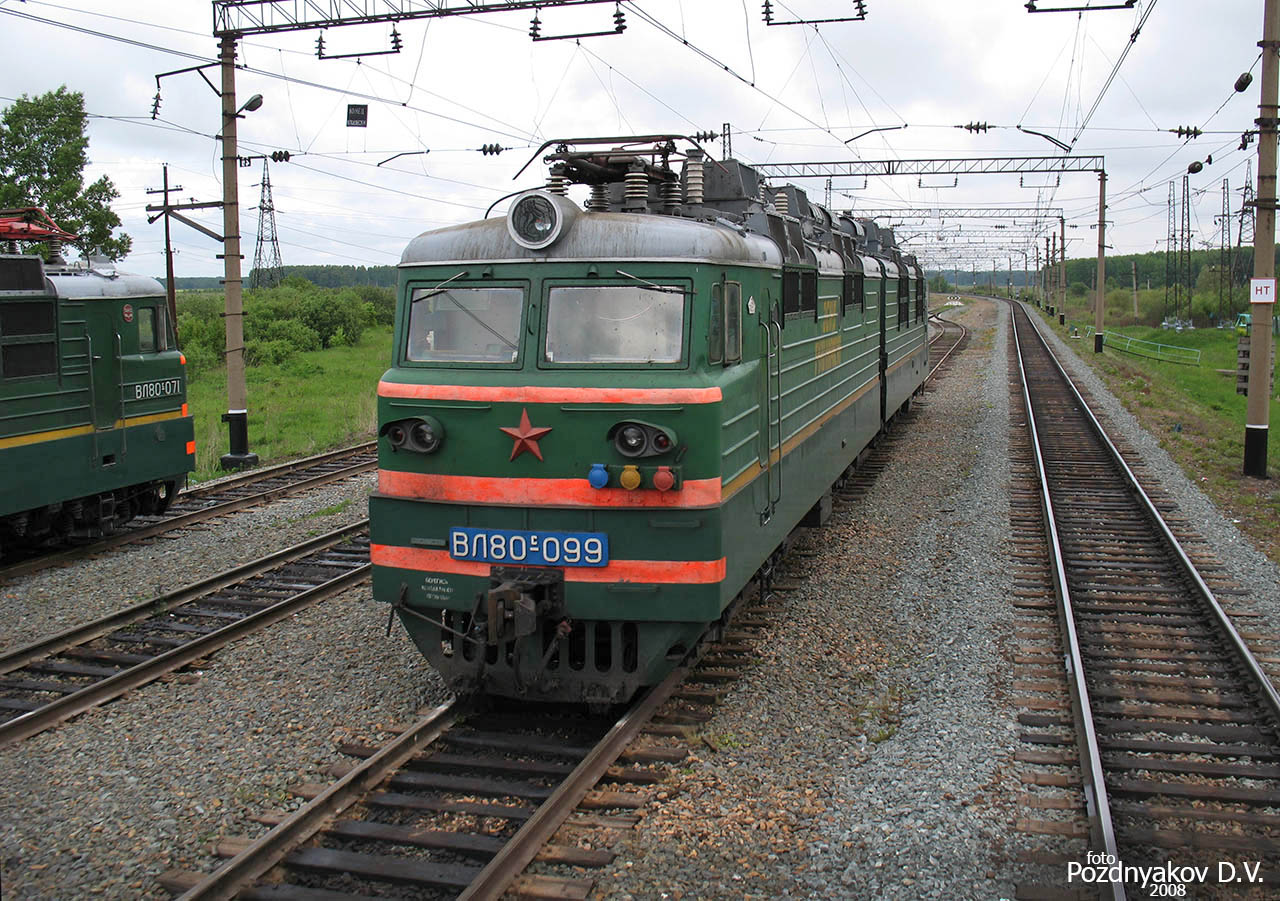
ВЛ80С-099
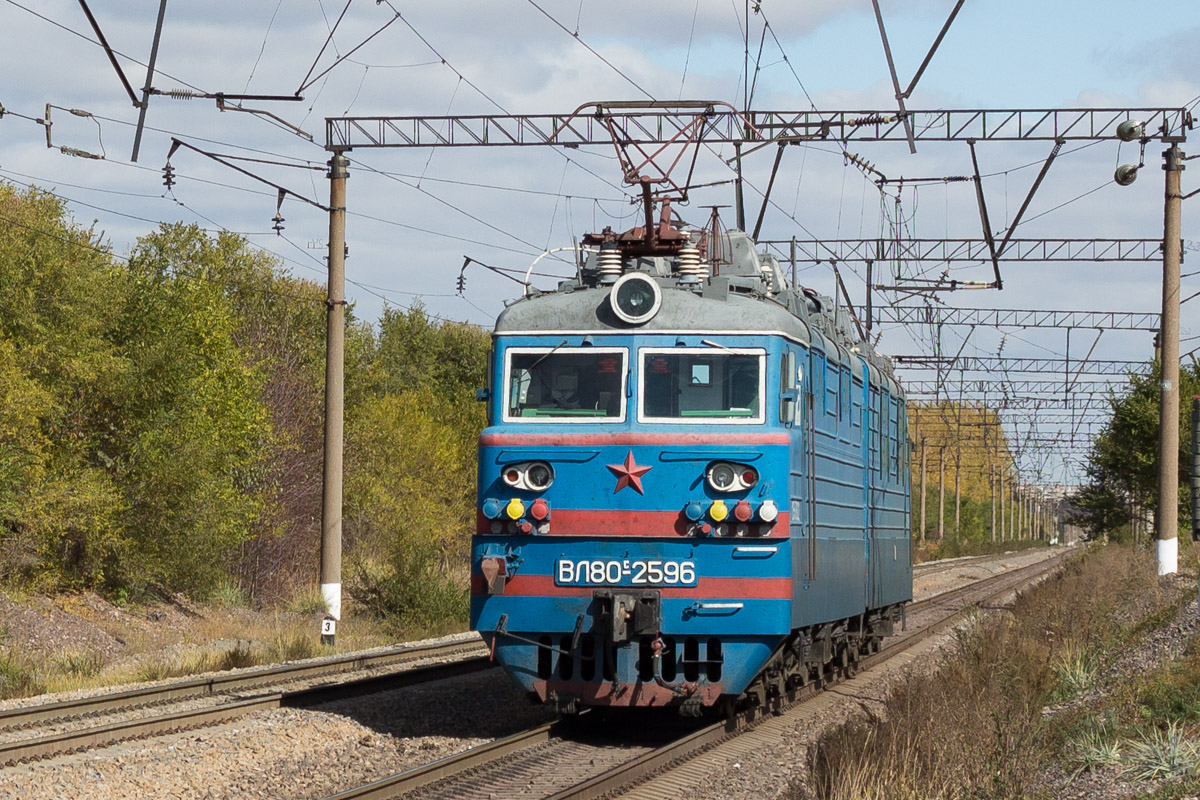
ВЛ80С-2596
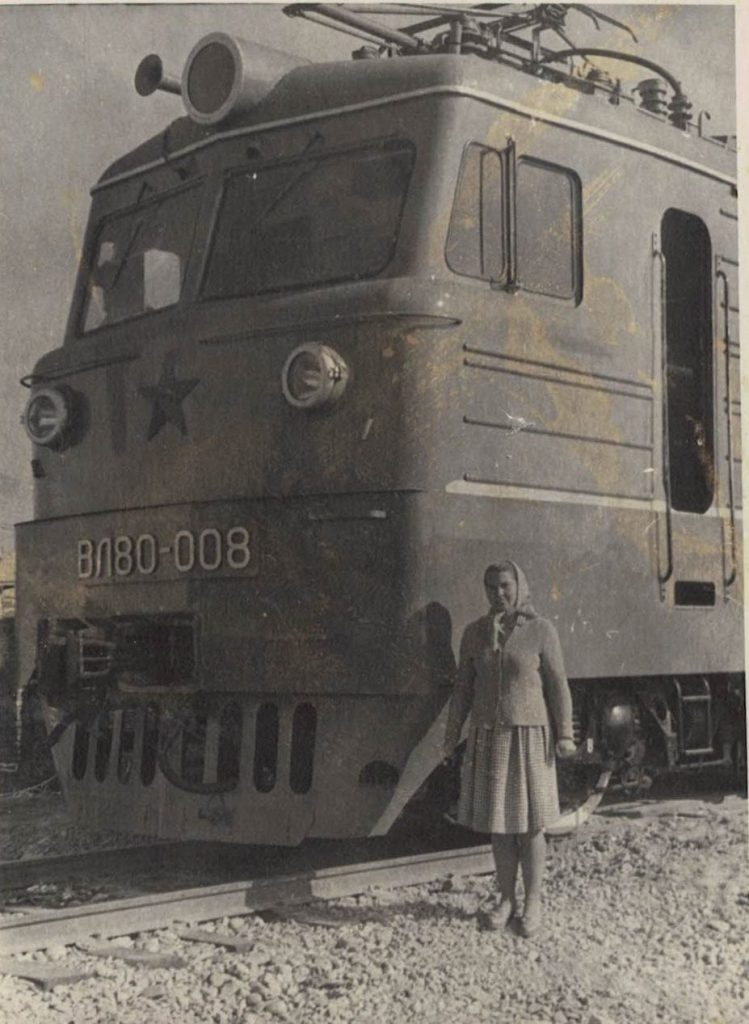
ВЛ80-008
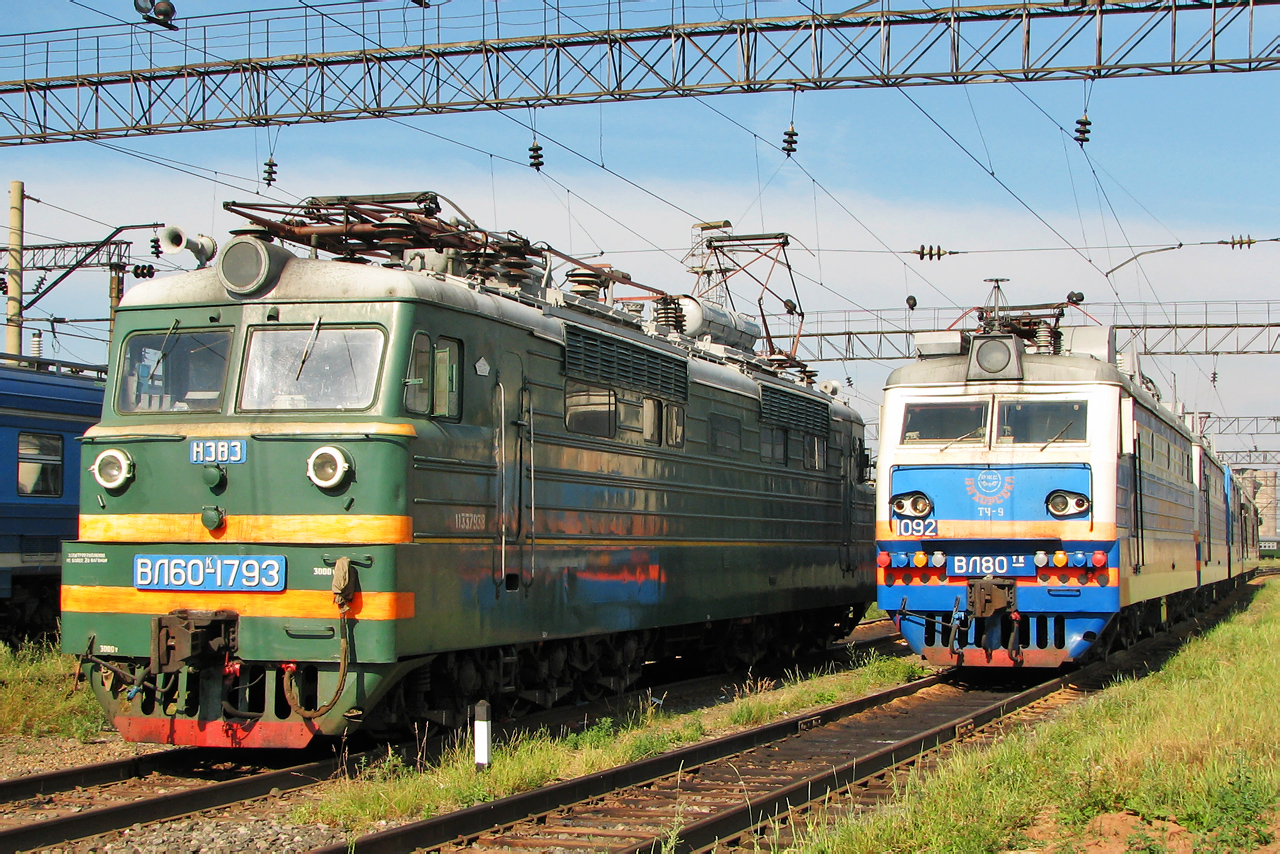
ВЛ60 и ВЛ80ТК-1092

## Происшествия с ВЛ80
7 августа 1987 года грузовой поезд, ведомый электровозами ВЛ80С-887/842 попал в крушение на станции Каменская. В результате крушения первая секция ВЛ80С-887 и электровоз ВЛ80С-842 были разбиты до исключения из инвентаря.

## Электропоезда электровозной тяги на базе ВЛ80

### ЭД1 и ВЛ80С+АПЧ2

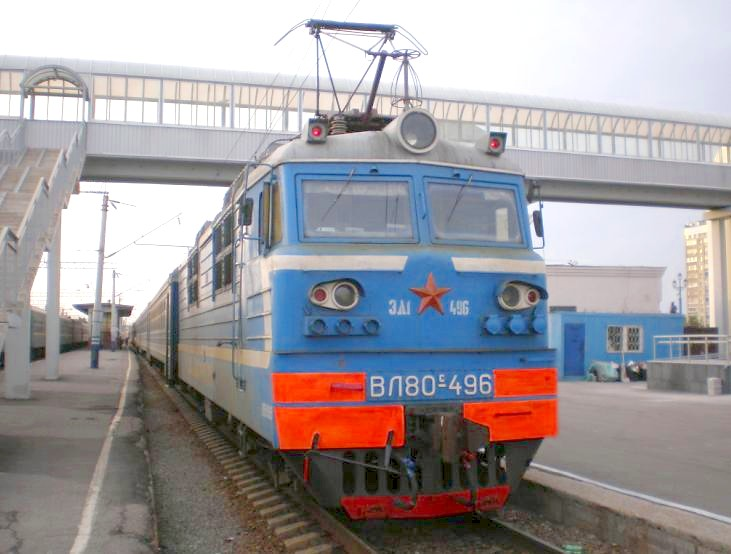
ВЛ80^{С}−496 в составе электропоезда ЭД1-0001

В 1999 году Демиховский машиностроительный завод построил четыре электропоезда ЭД1 с электровозной тягой. Электропоезда состояли из 10 прицепных вагонов электропоезда ЭД9Т, а по обоим концам состава (схема «тяни-толкай») вместо головных моторных вагонов расположены секции электровоза ВЛ80С. Через вагоны были протянуты кабели для возможности управления удалённой секцией. Аналогичным образом для формирования поездов с локомотивной тягой с электровозами ВЛ80С были сформированы ещё три десятивагонных состава из вагонов, получивших обозначение ЭД9Т и номера 3001 — 3030. Эти составы не получили обозначения ЭД1, но технически не отличались от других аналогичных поездов.
Поезда были сформированы с использованием следующих электровозов:
- ЭД1-0001 — ВЛ80С−496,
- ЭД1-0002 — ВЛ80С−494,
- ЭД1-0003 — ВЛ80С−262,
- ЭД1-0004 — ВЛ80С−311.
- ЭД9Т-3001-3010 — ВЛ80С−1248, позднее заменён электровозом 2645.
- ЭД9Т-3011-3020 — не формировался.
- ЭД9Т-3021-3030 — ВЛ80С−2381.

Четыре электропоезда ЭД1 поступили в депо Хабаровск-2 Дальневосточной железной дороги, эксплуатировались на участке Облучье — Биробиджан — Хабаровск — Вяземский — Бикин. В 2009 году все четыре электропоезда ЭД1 были расформированы.
Три состава с вагонами ЭД9Т-П поступили в депо Горький-Московский Горьковской железной дороги. Первый и третий состав были использованы для формирования поездов, аналогичных ЭД1, получили именные названия «55 лет Победы» и «Нижегородец» и несколько лет эксплуатировались в составе поездов локомотивной тяги постоянного формирования, а второй состав не использовался для формирования поезда с локомотивной тягой, вместо этого десятивагонный состав использовался как прицепной к электровозам ЧС4Т.
Помимо этого, в депо Канаш Горьковской железной дороги был сформирован состав из электровоза ВЛ80С−2487 и шести вагонов АПЧ2 производства завода Vagonka Studenka, изначально предназначавшихся для совместной эксплуатации с автомотрисами АЧ2. Однако многие из этих автомотрис стали использоваться в одиночном режиме, поэтому часть вагонов АПЧ2 стала эксплуатироваться в качестве обычных сидячих вагонов в поездах с локомотивной тягой, в том числе в режиме поезда постоянного формирования с двумя секциями электровоза по концам.
После нескольких лет эксплуатации поезда локомотивной тяги типа тяни-толкай на базе ВЛ80С были расформированы, и часть вагонов была отставлена от работы, а часть стала использоваться в укороченных составах на пригородных маршрутах с тепловозной тягой.

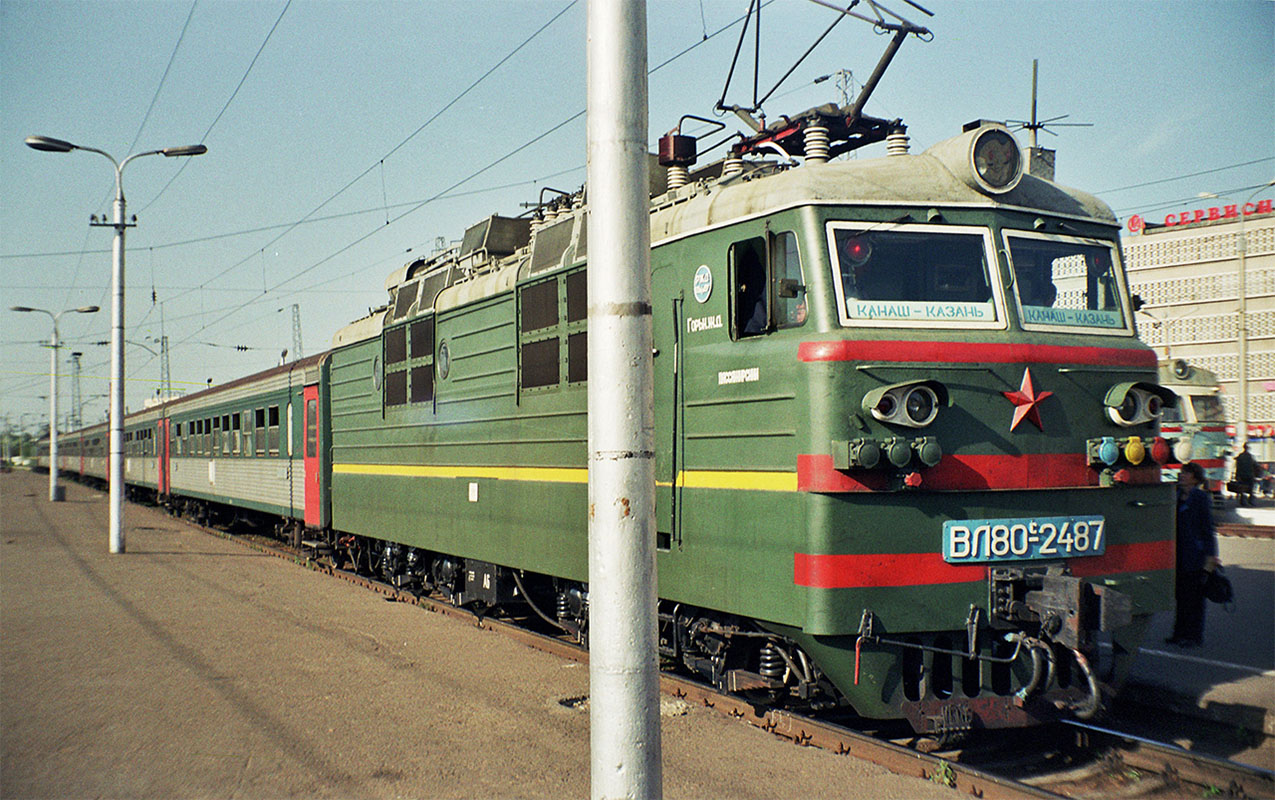
Электропоезд из электровоза ВЛ80С−2487 с пассажирскими вагонами АПЧ2 на вокзале в Казани. Лето 2000 г.
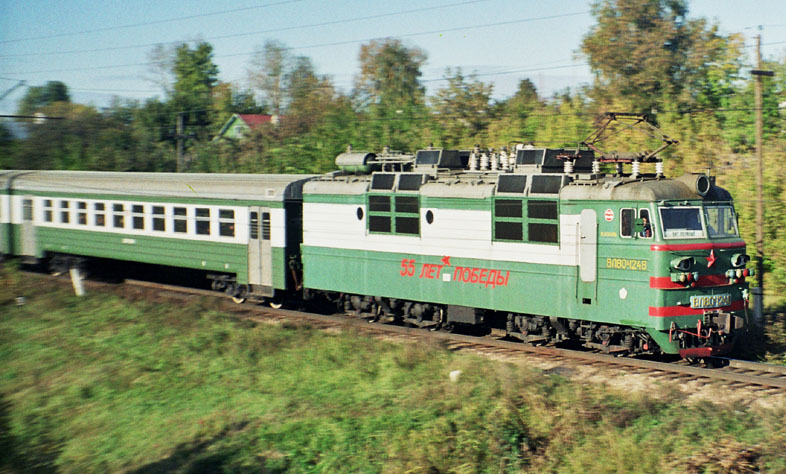
Электропоезд из электровоза ВЛ80С−1248 с пассажирскими вагонами ЭД9Т-3001П-3010П (аналог ЭД1). Лето 2000 г.
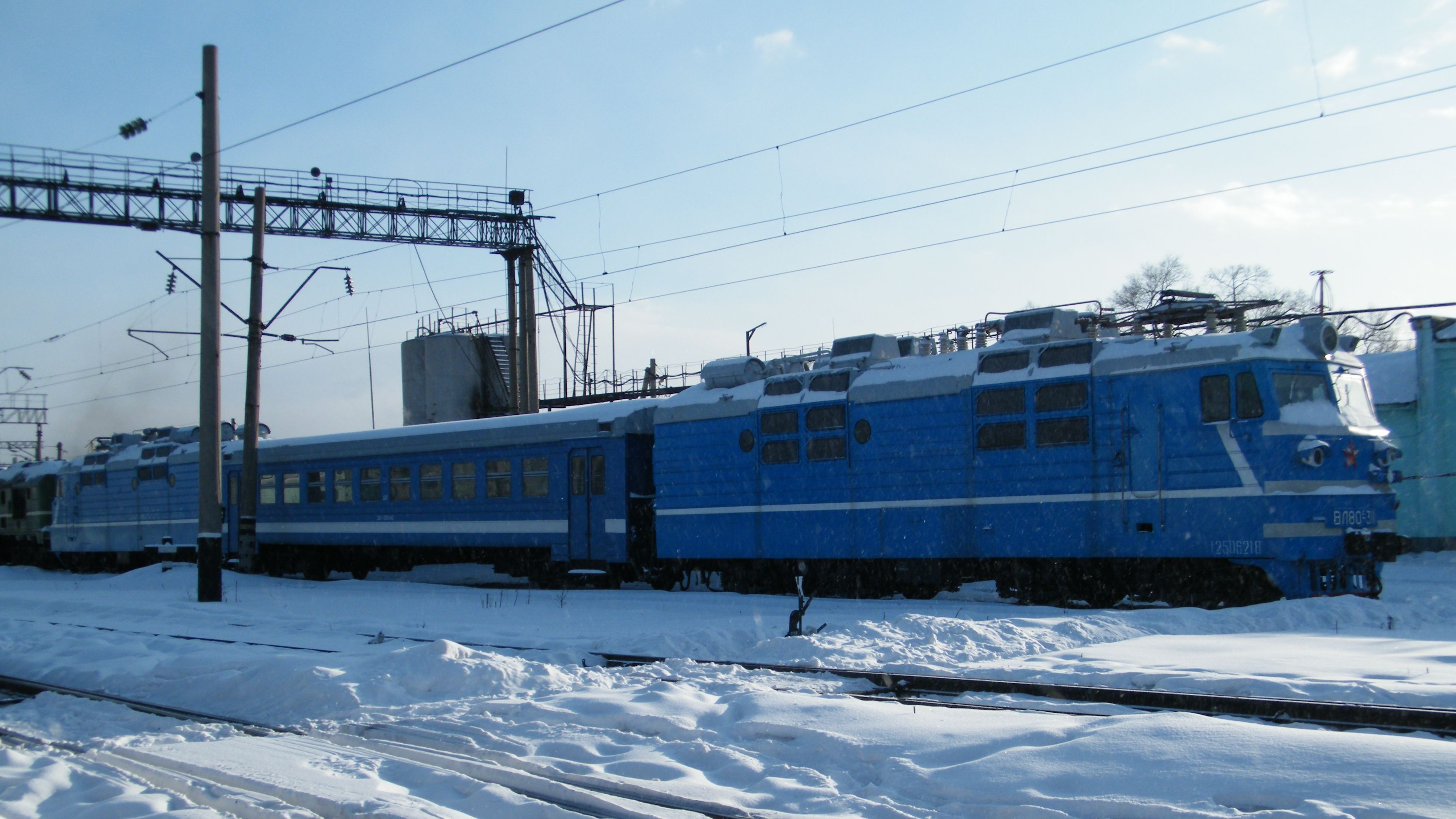
Остатки электропоезда ЭД1-004 с ВЛ80С−311 в депо Уссурийск, январь 2013 г.

### ЭД4ДК
В 2001 году по маршруту Москва-Смоленская — Вязьма — Смоленск, электрифицированному на разных системах тока со стыкованием на станции Вязьма, планировалось запустить двухсистемный электропоезд-экспресс повышенной комфортности. Поскольку у российских заводов отсутствовал опыт производства двухсистемных электропоездов, в качестве эксперимента было решено сформировать электропоезд электровозной тяги, состоящий из промежуточных прицепных вагонов серийных электропоездов ЭД4МК, вцепленных между двумя электровозными секциями переменного и постоянного тока с каждой стороны.
В декабре 2001 года Демиховский машиностроительный завод построил десять прицепных вагонов для планируемого электропоезда, получившего обозначение ЭД4ДК-001. Для формирования поезда с одной стороны была прицеплена секция электровоза постоянного тока ВЛ10-315, с другой — электровоза переменного тока ВЛ80Т−1138. Электровозы были покрашены в синий цвет с белыми полосами по аналогии с цветовой схемой вагонов.
Изначально планировалось использовать в эксплуатации обе секции с передачей напряжения через вагоны, но ещё до постройки последних выяснилось, что схемы управления электровозов ВЛ10 и ВЛ80Т несовместимы между собой и сильно различаются, что сделало невозможным применение одновременной тяги обеих секций. Это стало также одной из причин проблемы выдавливания лёгких прицепных вагонов ЭД между тяжёлыми секциями электровозов при движении в режиме толкания поезда задним электровозом. Также в процессе опытных испытаний сгорела секция электровоза ВЛ10-315.
В 2003 году проект был закрыт и поезд был расформирован. Электровозам вернули вторые секции, оба они вскоре прошли модернизацию с заменой маски кабины и присвоением дополнительного индекса К. ВЛ10К−315 эксплуатируется в депо Рыбное, ВЛ80ТК−1138 — в депо Карталы. Десять прицепных вагонов долгое время находились на базе запаса Красный Бор Московской ж.д. В марте 2013 года они были списаны, а осенью порезаны на станции Люберцы.

## Культурные аспекты

### Электровоз ВЛ80 в компьютерных играх
Электровоз ВЛ80С присутствует в перечне подвижного состава в игре Railroad Tycoon 3 и в игре Transport Fever 2. Также достоверную модель ВЛ80 можно увидеть в играх серии S.T.A.L.K.E.R.. Помимо этого, существует ряд любительских дополнений к таким играм, как Microsoft Train Simulator, Trainz, GTA: San Andreas и многим другим. Модель ВЛ80Т есть в ZDSimulator, по состоянию на весну 2014 г. реализована схема, но ещё не реализованы многие элементы машинного отделения.
Имеется в одной из модификаций (дополнительный набор графики xUSSR set) OpenTTD. Также в этой модификации есть множество других локомотивов и вагонов бывшего СССР и стран СНГ.

### Электровоз ВЛ80 в филателии

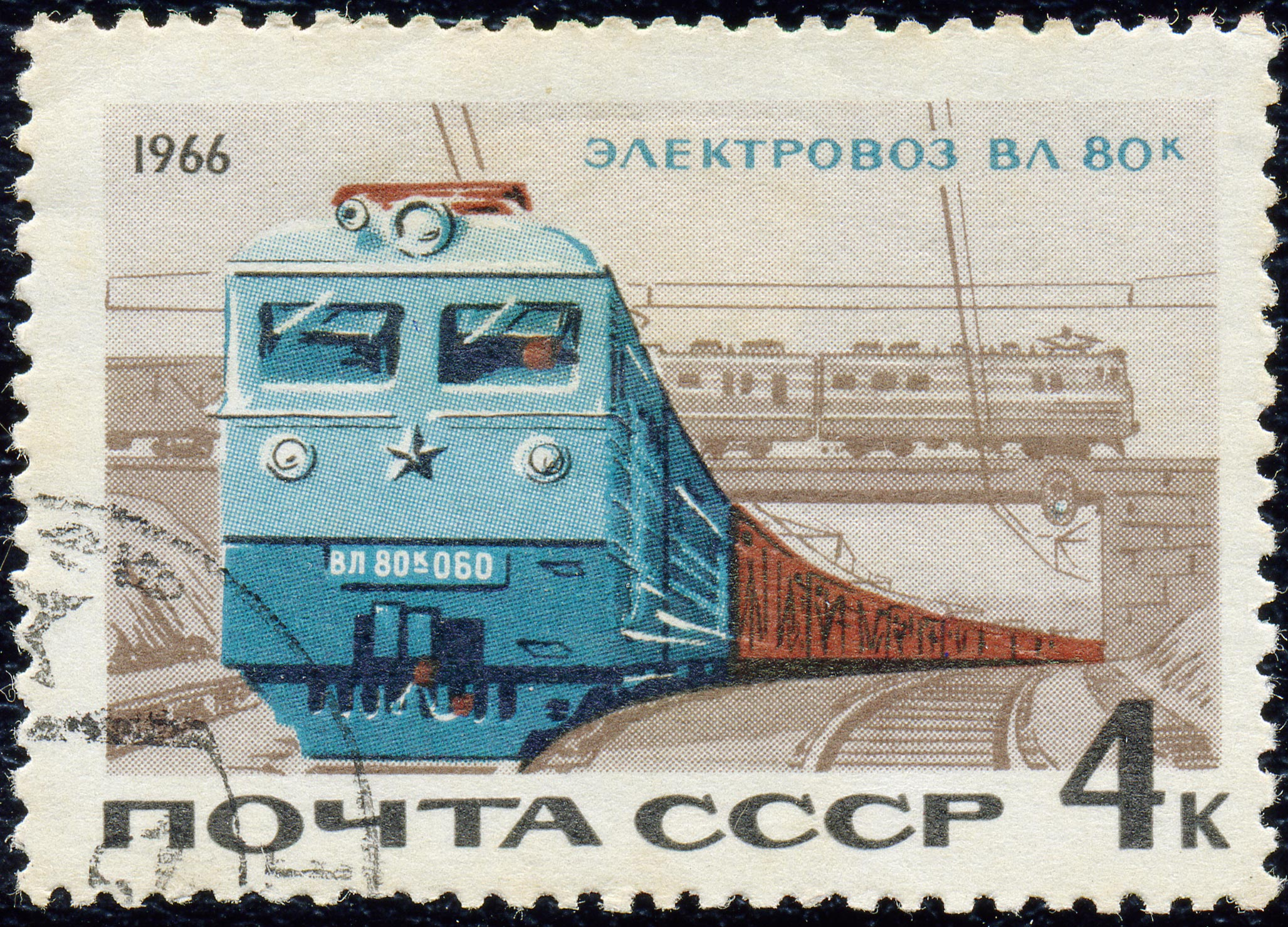
ВЛ80^{К}, Почтовая марка СССР, 1966 год
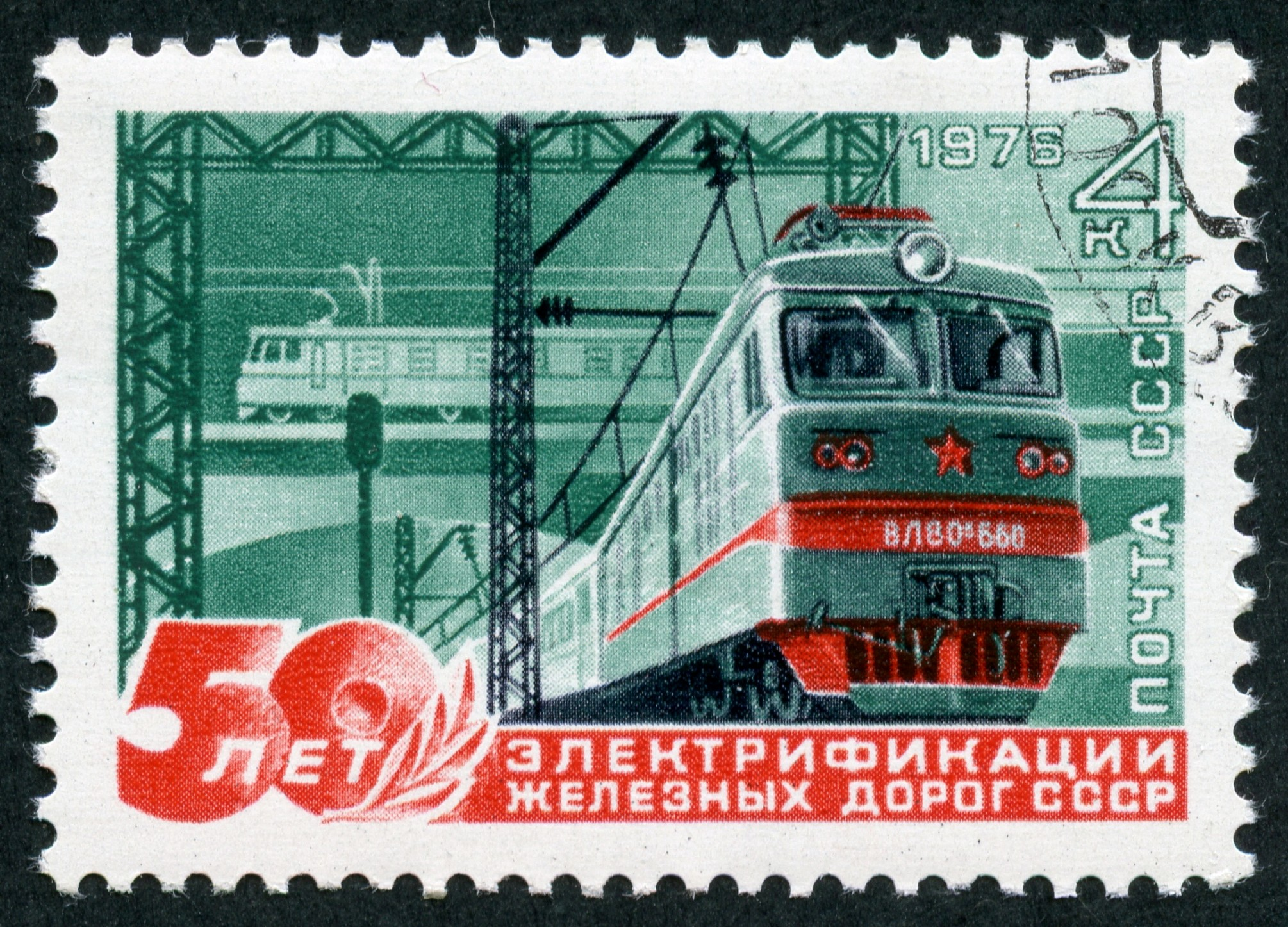
ВЛ80^{К}, Почтовая марка СССР, 1976 год
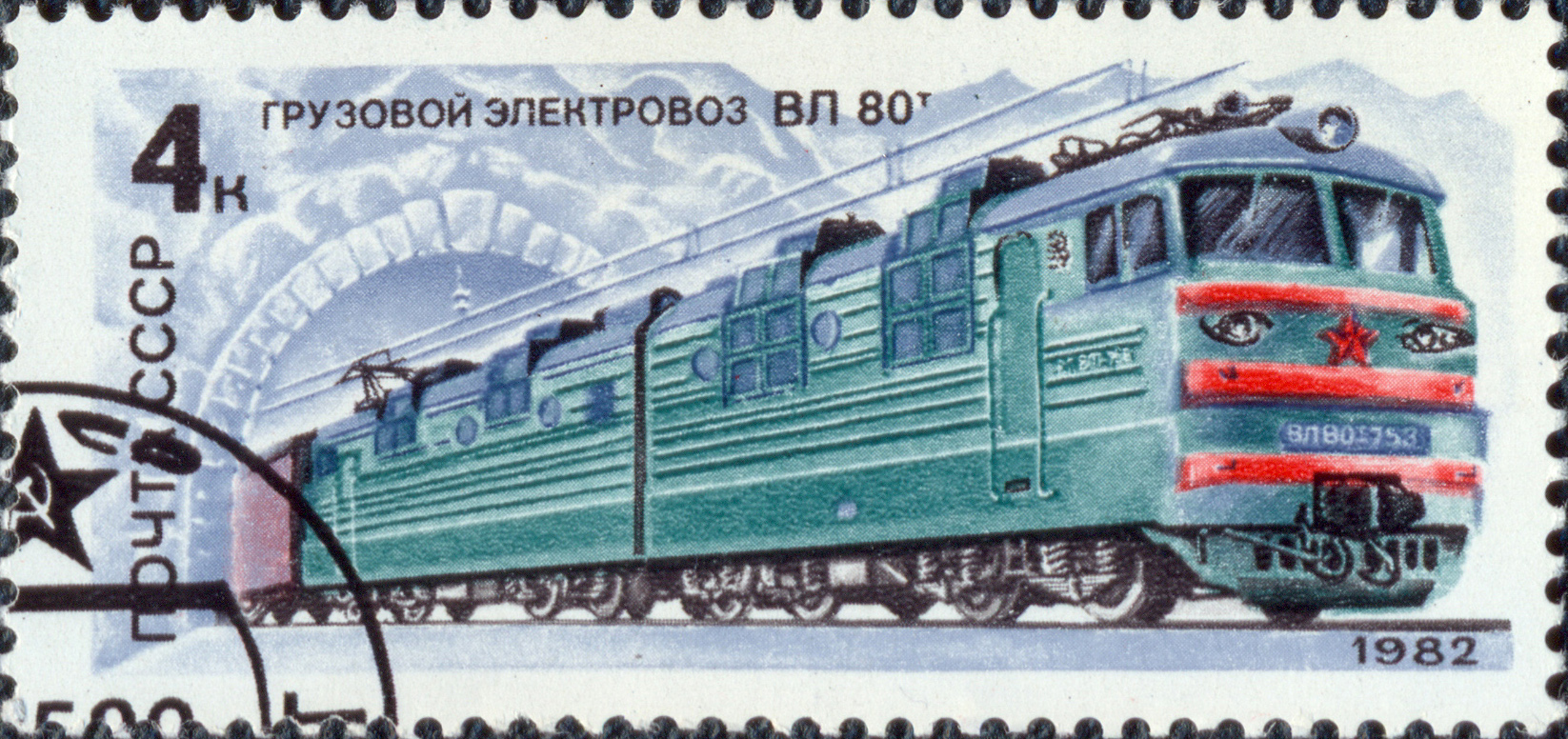
ВЛ80^{Т}, Почтовая марка СССР, 1982 год

- ВЛ80К, Почтовая марка СССР, 
 1966 год
- ВЛ80К, Почтовая марка СССР, 
 1976 год
- ВЛ80Т, Почтовая марка СССР, 
 1982 год

## Ремонтные заводы
- Атбасарский электровозоремонтный завод
- Запорожский электровозоремонтный завод
- Ростовский электровозоремонтный завод
- Оренбургский локомотиворемонтный завод
- Уссурийский локомотиворемонтный завод
- Улан-Удэнский локомотивовагоноремонтный завод
- Львовский локомотиворемонтный завод

### Техническая информация
- ВЛ80Т. Электровозы серии ВЛ.
- Электровоз ВЛ80С: устранение неисправностей в электрических цепях. СЦБИСТ.

### Видео
- Электровоз ВЛ80К, учебный фильм (часть 1)
- Электровоз ВЛ80К, учебный фильм (часть 2)
- Электровоз ВЛ80К, учебный фильм (часть 3)
- Электровоз ВЛ80К, учебный фильм (часть 4)
- Электровоз ВЛ80К, учебный фильм (часть 5)
- Видео об электровозах ВЛ80 в Сызрани
- Электровоз ВЛ80ТК Улан-Удэнского завода